# Molfetta
Molfetta (AFI: [molˈfetta], Melfétte in dialetto locale) è un comune italiano di 57 011 abitanti della città metropolitana di Bari in Puglia.

## Geografia fisica

### Territorio

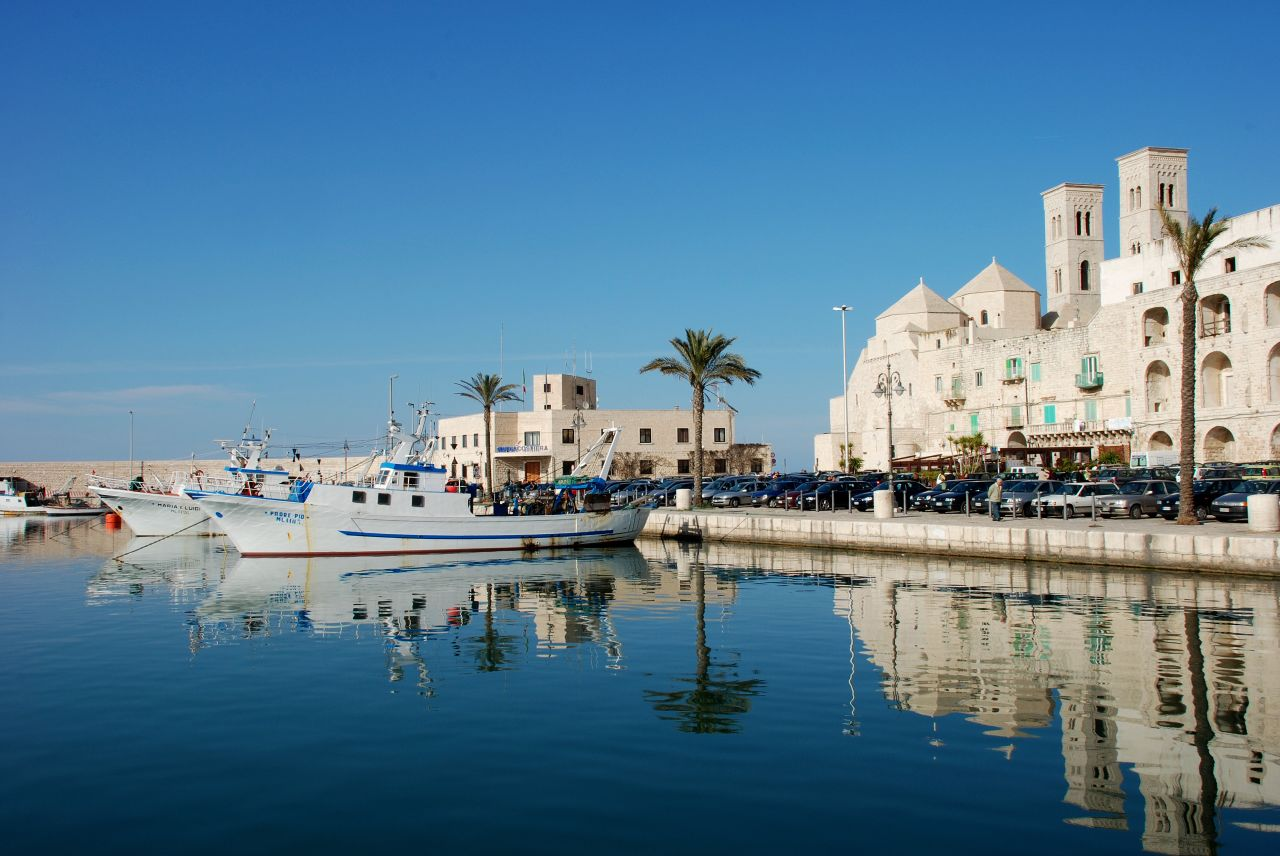
Scorcio del porto e del Duomo di San Corrado.

Molfetta, che si affaccia sul Mar Adriatico, si trova, a 25 chilometri (distanza ferroviaria tra le stazioni centrali) a nord ovest di Bari, stretta tra Bisceglie a nord-ovest e Giovinazzo a sud-est, in posizione praticamente baricentrica rispetto all'andamento della costa adriatica della Puglia.
Sorta anticamente sull'isoletta di Sant'Andrea, l'area urbanizzata ha un fronte mare di circa 3,5 chilometri a levante e altrettanti a ponente rispetto al nucleo antico e al porto.
Il territorio si estende verso l'entroterra murgiano e confina anche con il comune di Terlizzi, a sud. Dal punto di vista geomorfologico, esso è costituito dalle bancate calcaree del Cretaceo inferiore, piuttosto profondamente carsificate come dimostrato dal sito naturalistico-archeologico del Pulo e dalle profonde voragini carsiche in cui ci si imbatte molto spesso durante gli scavi per la realizzazione dei piani di fondazione dei nuovi edifici, concentrate in particolare lungo i margini delle lame che lo solcano in direzione mediamente perpendicolare alla costa. Le lame stesse costituiscono di per sé una delle forme macroscopiche di carsismo epigeo e rappresentano un forte indizio di presenza di forme carsificate ipogee.
Tuttavia il territorio, pur non molto esteso, ha avuto una vocazione prevalentemente agricola, almeno fino al termine del XX secolo, prima cioè che vi trovasse insediamento una vasta zona industriale (ASI), ancora in fase di ampliamento.

### Clima
Il diretto contatto col mare e la mancanza di alture rilevanti sono alla base del clima particolarmente mite e scarso di precipitazioni della città di Molfetta. Tuttavia gli sbalzi di temperatura sono repentini e notevoli, a causa dell'afflusso dei venti freddi balcanici e per gli improvvisi acquazzoni, solitamente di breve durata, che periodicamente colpiscono la cittadina, dando un qualche respiro all'economia rurale, storicamente assetata di acqua. Tipica la terminologia che indica, nell'idioma locale, l'effetto che questi acquazzoni, così come le piogge di notevole durata (più giorni), rare per il vero, producono sul terreno agrario, cioè la cosiddetta mena, che descrive l'effetto strisciante del ruscellamento (erosione del suolo) e che non ha, nella lingua italiana, un corrispettivo altrettanto pregnante.
A causa della barriera orografica dei monti del Gargano in lontananza a nord ovest, e sempre per via della mancanza di alture nelle immediate vicinanze, Molfetta si presenta spesso riparata, nonostante la posizione costiera, anche dalle ventilazioni marittime rispetto alle restanti coste adriatiche pugliesi; ne segue di conseguenza un ulteriore aumento del tasso di umidità, dell’afa d’estate. Questa è la principale caratteristica che da sempre contraddistingue il clima locale.
Il primato di vento regnante tuttavia è conteso dal maestrale e dal grecale (con una prevalenza per il primo), che sono gli altri venti che spirano dai quadranti settentrionali. Periodicamente poi, specie in autunno, Molfetta è battuta da raffiche (che possono risultare forti, anche se di breve durata) di venti di scirocco (da sud-est), d'ostro (da sud) e di libeccio, localmente detto favonio (da sud-ovest).
- Classificazione climatica: zona C, 1202 GG[7]

| Dati meteo                 | Mesi   | Mesi   | Mesi | Mesi | Mesi | Mesi | Mesi | Mesi | Mesi | Mesi  | Mesi | Mesi   | Stagioni | Stagioni | Stagioni | Stagioni | Anno |
| Dati meteo                 | Gen    | Feb    | Mar  | Apr  | Mag  | Giu  | Lug  | Ago  | Set  | Ott   | Nov  | Dic    | Inv      | Pri      | Est      | Aut      | Anno |
| -------------------------- | ------ | ------ | ---- | ---- | ---- | ---- | ---- | ---- | ---- | ----- | ---- | ------ | -------- | -------- | -------- | -------- | ---- |
| T. max. media (°C)         | 12     | 13     | 15   | 18   | 22   | 26   | 28   | 28   | 25   | 21    | 17   | 14     | 13       | 18,3     | 27,3     | 21       | 19,9 |
| T. min. media (°C)         | 5      | 5      | 7    | 9    | 13   | 17   | 19   | 19   | 17   | 13    | 9    | 6      | 5,3      | 9,7      | 18,3     | 13       | 11,6 |
| Precipitazioni (mm)        | 51     | 57     | 52   | 47   | 37   | 32   | 27   | 39   | 62   | 65    | 54   | 63     | 171      | 136      | 98       | 181      | 586  |
| Umidità relativa media (%) | 77     | 74     | 72   | 68   | 68   | 65   | 64   | 65   | 68   | 72    | 76   | 78     | 76,3     | 69,3     | 64,7     | 72       | 70,6 |
| Vento (direzione-m/s)      | NNW 16 | NNW 16 | E 16 | E 16 | E 16 | E 16 | E 16 | E 16 | E 16 | NNE 9 | S 9  | WNW 16 | 16       | 16       | 16       | 11,3     | 14,8 |

## Origini del nome
L'origine del toponimo è, ancora oggi, incerta. Si sa che fino al XII secolo era conosciuta con il nome Melfi, poi divenuto Melphicta.
Un'altra teoria afferma invece che il nome Molfetta derivi da alcuni esuli originari di Sebenico e Ragusa che, data la dolcezza del clima e la piacevolezza del territorio, dettero al borgo il nome Melphacta (fatta di miele).

## Storia

### Origini della città
Il territorio molfettese risulta abitato sin dalla Preistoria. A questa fase risalgono, infatti, gli insediamenti più antichi, necropoli e tracce di capanne, rinvenuti nell'area circostante alla città (fondo Azzollini e viciniori) e presso il sito archeologico-naturalistico del Pulo, dolina carsica "di crollo" a circa un chilometro e mezzo dal centro urbano.
Si ritiene che Molfetta sia stata fondata dai Greci attorno al IV secolo a.C. Successivamente il villaggio passò sotto il dominio dei Romani, che le diedero il nome Respa. La prima indicazione dell'esistenza di un villaggio tra Turenum (Trani) e Natiolum (Giovinazzo) è piuttosto tarda e si ritrova nell'Itinerarium Provinciarum Antonini Augusti, il registro delle stazione e delle distanze tra le località poste lungo le diverse strade dell'impero. Fin dalla sua fondazione nel III secolo a.C. fino alla caduta dell'Impero romano d'occidente, il villaggio di Molfetta faceva parte del territorio della vicina Ruvo di Puglia, all'epoca florida polis greca e poi municipium romano, in epoca greca era conosciuta come Ρυψ (Rhyps, pron: Rüps), poi Rubi, in età romana. Respa era strategicamente importante per Ruvo, poiché rappresentava il suo principale porto commerciale e la prima via di comunicazione diretta con la Grecia.

### Medioevo
In seguito alla caduta dell'Impero romano, Molfetta passò sotto il controllo dei Goti. Durante questo periodo furono rinforzate le mura della città, in risposta alle frequenti scorribande dei pirati saraceni, e fu parzialmente coperto il piccolo canale che separava il borgo, dalla terraferma. Nel primo documento ufficiale che attesta l'esistenza di Molfetta, infatti,si fa riferimento ad una "civitas" denominata Melfi, situato su una penisola chiamata Sant'Andrea. Questo primo documento è datato 925. L'antico villaggio si sviluppò ulteriormente sotto l'alterno dominio dei Bizantini e dei Longobardi. Nel 988 i saraceni distrussero alcuni casali situati nell'entroterra molfettese. Passata sotto il dominio dei Normanni, la città fu occupata, forse nel 1057, da Pietro, figlio di Amico Conte di Giovinazzo, avversario di Roberto d'Altavilla detto “il Guiscardo”. Fu lo stesso Guiscardo a cacciare Pietro e occupare Molfetta fra il 1057 e il 1058. Nel 1066 Conte di Molfetta era Gocelino (de la Blace o de Harenc), suocero di Amico II. Nel periodo 1073-1093 Amico II fu signore di Molfetta, anche se ancora per diverso tempo (sino al 1100) la città restò sotto l'influenza bizantina. Nell'ottobre del 1100 Goffredo, figlio di Amico II, era dominus (signore) di Molfetta.
Con il consolidamento del dominio normanno, città come Molfetta, Bari, Brindisi e Otranto divennero importanti punti di partenza durante il periodo delle crociate. A questo periodo risale la costruzione dell'Ospedale dei crociati, struttura adibita a ospizio per coloro che erano diretti in Terrasanta, edificato nei pressi della Basilica della Madonna dei Martiri.
Tra la fine del 1133 e la primavera del 1134, Molfetta fu concessa da re Ruggero II a Roberto I di Basunvilla, suo cognato. Alla morte di quest'ultimo, avvenuta prima del 1142, Roberto II di Basunvilla, figlio di Roberto I e di Giuditta, sorella di Ruggero II, divenne il nuovo signore di Molfetta. A Roberto II, morto il 15 settembre del 1182, subentrò (sino al 1187) sua sorella Adelasia. Successivamente, Molfetta, appartenente alla contea di Conversano, entrò a far parte del demanio fino al 1190, anno in cui la stessa contea fu concessa a Ugo Lupino. Dopo la sua morte, avvenuta intorno al 1197-1198, non lasciando eredi diretti, l'imperatrice Costanza, durante la sua reggenza del regno (dal 28 settembre 1197 al 27 novembre 1198, giorno della sua morte), ascrisse Molfetta nel regio demanio. La scomparsa dell'imperatrice e la minore età di Federico II crearono una situazione che ricondusse Molfetta nella contea di Conversano, allora amministrata (dal 1207) ad interim da Ruggero de Piscina, nipote del defunto Berardo I di Celano già Conte di Conversano. Solo dopo il dicembre del 1220 Federico II si riprese Molfetta, già dichiarata città regia da sua madre Costanza.

### XIV e XV secolo

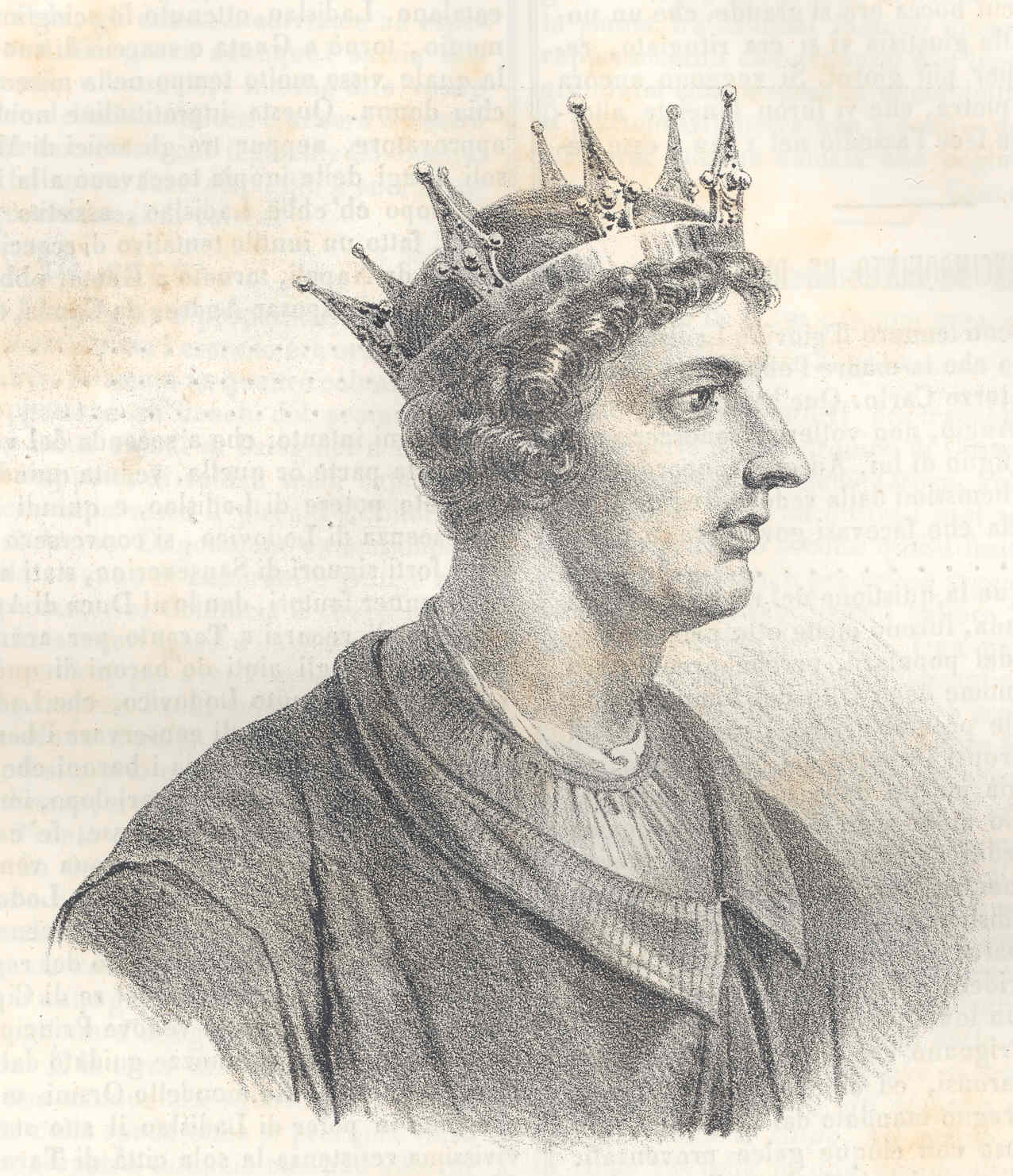
Ladislao I.

Nel periodo 1348-1352 la città appartenne a Giovanni Pipino, nobile barlettano, conte di Minervino e palatino di Altamura. Successivamente la città passò sotto il dominio degli Angioini, con Giovanna di Napoli e Roberto d'Angiò. Con la scomparsa di Luigi di Taranto e di Roberto d'Angiò, grazie a una bolla di papa Urbano V, in data 25 aprile 1365, Molfetta ritornò città demaniale. Nel 1383, Carlo III di Durazzo, divenuto re di Napoli dopo la morte di Giovanna I, donò la signoria di Molfetta a Giacomo del Balzo, principe di Taranto. L'anno successivo, Giacomo morì e non avendo ricevuto figli, il Principato di Taranto passò a suo nipote Raimondo del Balzo Orsini. In questo periodo la Puglia era teatro di lotta tra i due rami della famiglia angioina, il durazzesco (Carlo III di Durazzo) e il provenzale (Luigi I d'Angiò). Molti signori locali approfittarono di questa situazione. Uno di questi fu il principe di Taranto Raimundus de Baucio de Ursinis dictus dominus Raimundus. Raimondo parteggiò prima per Carlo III di Durazzo, ma poi passò sotto la bandiera di Luigi I d'Angiò. Alla morte di Luigi I d'Angiò (15 settembre 1384), Carlo III rimase il legittimo re di Napoli, ma anch'egli, all'inizio del 1386, mori assassinato. La lotta per la successione al trono che ne seguì indusse Raimondo ad approfittare di questa ennesima confusione, tanto che egli, o nel medesimo anno (1386) o nel successivo, poté fregiarsi del titolo di signore di Molfetta.
Il 24 aprile del 1399, re Ladislao concesse alla città l'istituzione di una fiera franca da tenersi dall'8 al 15 settembre di ogni anno.
Il 17 gennaio 1406 Raimondo del Balzo Orsini morì. Un anno dopo, il 23 aprile del 1407, re Ladislao si unì in matrimonio con Maria d'Enghien, vedova del predetto Raimondo, e incamerò tutti i beni del principato di Taranto.
Per diploma del 4 maggio 1416, nel quale fu riassunto il privilegio concesso dall'imperatrice Costanza e da suo figlio Federico II, la regina Giovanna II confermò Molfetta città demaniale.
Nel 1484 Giambattista Cybo, vescovo di Molfetta, divenne papa col nome di Innocenzo VIII.

### XVI e XVII secolo
Molfetta ebbe commerci con altri mercati del Mediterraneo, tra cui Venezia, Alessandria d'Egitto, Costantinopoli, Amalfi e Ragusa (Croazia). Nel XII secolo, durante le Crociate, il passaggio dei pellegrini diretti verso la Terra santa avevano dato alla città una certa rinomanza. Uno di questi pellegrini, Corrado di Baviera, divenne poi il santo patrono della città.
Con il passaggio del potere della città dai Durazzo agli Aragonesi, la situazione precipitò, in conseguenza dei difficili rapporti e dei contrasti tra francesi, spagnoli e italiani. Questa situazione portò a guerre e devastazioni in tutto il sud Italia, tra cui il "sacco di Molfetta" da parte dei francesi tra il 18 e il 19 luglio 1529.
Anni prima, il 15 aprile del 1522, nella città di Bruxelles, l'imperatore Carlo V aveva ratificato la vendita delle città di Giovinazzo e Molfetta (essa venne quindi nuovamente infeudata), concordata per il prezzo di 50.000 ducati d'oro (per diploma del 5 aprile 1522) in favore di Ferdinando di Capua d'Altavilla. Il 3 ottobre del medesimo anno, Carlo V aveva eretto in principato la città di Molfetta e concesso a Ferdinando di Capua il titolo di principe. Il 29 novembre 1523 Ferdinando di Capua era morto a Milano. Per testamento del 20 novembre Ferdinando aveva disposto erede universale sua figlia Isabella, che portò in dote il principato di Molfetta a suo marito Ferrante I Gonzaga, conte di Guastalla.

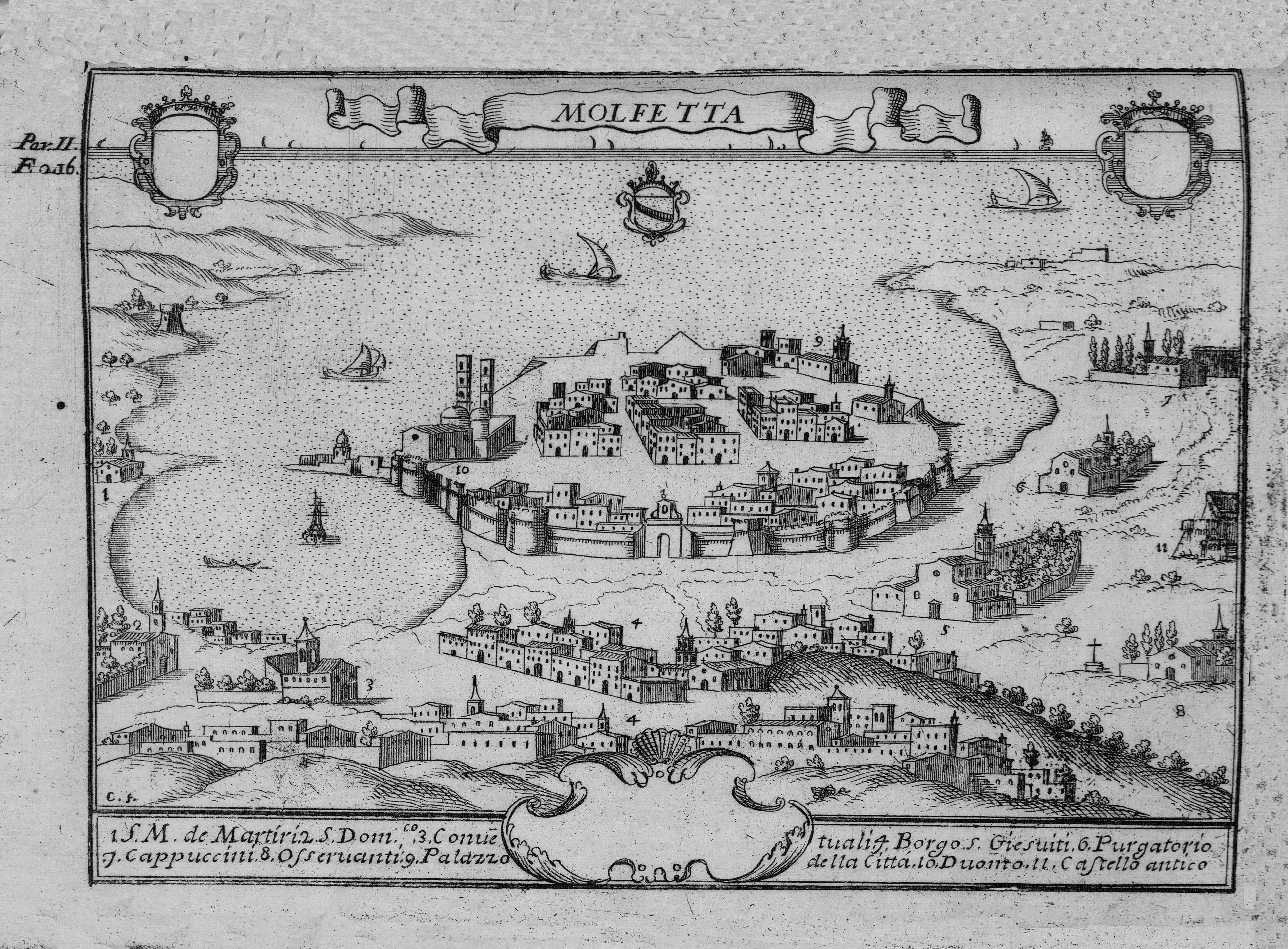
Molfetta in un disegno risalente alla seconda metà del XVII secolo.

Alla morte di Ferrante I, il principato di Molfetta (come pure la contea di Guastalla) passò a suo figlio Cesare I che, nell'aprile del 1560, si unì in matrimonio con Camilla Borromeo, sorella del cardinale Carlo Borromeo e del Conte Federico Borromeo. Cesare I ebbe quattro figli: due (Carlo e Ippolita) nati, forse, da relazioni antecedenti al matrimonio e due da Camilla, Margherita e Ferrante II, che nel 1575 successe al padre nella contea di Guastalla sotto la tutela della madre.
Ferrante II nel 1587 sposò Vittoria Doria, figlia di Gian Andrea (di Giannettino) Doria e Zenobia di Marc'Antonio Dei Carretto (o del Caretto). Il 10 settembre 1580 il principe di Melfi, Gian Andrea Doria, e Ferrante II sottoscrissero i capitoli per il matrimonio. La dote fu stabilita in 100.000 ducati. Il 22 giugno 1618 Vittoria Doria fece il suo testamento con il quale dispose erede universale tutti i suoi figli. Alla sua morte Ferrante II lasciò dieci figli, sei maschi e quattro femmine, avuti dal matrimonio con Vittoria Doria. Suo successore fu Cesare II. Nel 1612 sposò Isabella, figlia di Paolo Giordano Orsini duca di Bracciano, morta nel 1623 all'età di 25 anni. Quest'ultima diede alla luce due figli: Vespasiano e Ferrante III che nel 1647 sposò Margherita d'Este, figlia di Alfonso III d'Este, duca di Modena. Per testamento del 3 gennaio 1632 Cesare II istituì erede il primogenito Ferrante III.
Il 28 giugno 1635 comparve nella Gran Corte della Vicaria il principe Ferrante III, ove presentò istanza di voler ritenere la città di Molfetta, in virtù del credito riveniente da due doti matrimoniali: quella di sua madre, Isabella Orsini, e quella di Vittoria Doria, sua avola, del valore di 100.000 ducati ciascuna, per un totale di 200.000 ducati. Somma che apparteneva interamente a Ferrante III, per la sua quota e come cessionario dei suoi zii Carlo, Vincenzo, Andrea, Giovanni e Francesco, figli di Vittoria Doria. Per  decreto del successivo 13 luglio dello stesso anno, il Tribunale della Gran Corte concesse a Ferrante III la facoltà di ritenere la città di Molfetta dopo l'esecuzione di una perizia estimativa della stessa. In esecuzione di questo decreto si procedette all'apprezzo della città di Molfetta, operazione eseguita a cura del Tavolario, signor Felice di Riso, il quale, con sua relazione dell'8 agosto 1635, stimò il valore della città pari a 102.971 ducati. Valore definitivo certificato e convalidato per altro decreto del 23 agosto 1635.
Il 2 aprile del 1640 per atto rogato dal notaio Giovanni Francesco Poggio di Genova, il nobile Giacinto Biaggio, procuratore di Ferrante III Gonzaga, vendette a Gian Stefano Doria, il quale nello stesso atto nominò suo nipote Luca Spinola, la città di Molfetta per 170.000 ducati, di questa cifra 161.219 ducati costituivano il debito del Gonzaga nei confronti del Doria. Il successivo 4 maggio 1640 Ferrante III Gonzaga ratificò l'atto di compra-vendita. In realtà, la vendita della città non trovò piena e immediata esecuzione perché il Regio Consiglio Collaterale in data 11 luglio 1640 sospese a Luca Spinola il possesso della stessa. Questa situazione fu risolta nel biennio 1643-1644 ossia dopo l'impetrazione dell'assenso reale e la concessione dell'exequatur al regio assenso.. Il feudo sarebbe poi passato per successione degli Spinola alla famiglia milanese dei Gallarati Scotti fino al 1798, quando tornò demaniale.
Sette anni dopo l'acquisto della città, il 20 aprile dell'anno 1647, i coniugi Luca, figlio di Gaspare Spinola, e Pellina, figlia di Giovanni Battista Spinola, si recarono in visita a Molfetta.

### Dal XVIII secolo al primo conflitto mondiale
Nel '700 la città vive un periodo di fioritura, soprattutto nelle arti. In questo periodo opera il Corrado Giaquinto, pittore di fama mondiale, le cui opere sono oggi esposte in numerosi musei, in Italia e all'estero.
Con il trattato di Utrecht del 1714, che pose fine alla guerra tra Filippo V e gli Stati d'Europa, il Regno di Napoli cessò di essere dominio spagnolo e divenne dominio austriaco. Iniziò così l'occupazione austriaca di Molfetta. Tra il 1734 e il 1735 Molfetta subì lo stesso destino del resto del sud Italia e della Sicilia, entrando a far parte dei domini borbonici di Carlo I.
In età napoleonica, precisamente il 5 febbraio 1799, la città fu teatro di sanguinosi tumulti, in parte causati dal comune sentimento anti-francese (il Regno di Napoli era stato conquistato da Napoleone), in parte dovuti a motivazioni socio-economiche.
Nel 1815, con il Congresso di Vienna, Ferdinando I riconquistò il potere e divenne sovrano del Regno delle Due Sicilie, restaurando il dominio dei Borbone nel sud Italia. Di conseguenza sorsero, anche a Molfetta, alcune società segrete come quella dei Filadelfi, in lotta per la libertà.
Dopo un avvicendamento di potere tra francesi e austriaci, la località seguì le vicissitudini dell'Italia unita. Nell'ottobre del 1860 infatti si tenne nella Piazza Municipio di Molfetta, il plebiscito per l'annessione del Regno delle due Sicilie al governo di Vittorio Emanuele II, il cui esito decretò l'annessione del regno all'Italia unificata.
Nel 1910 Molfetta fu colpita da un'epidemia di colera, che decimò la popolazione.
Durante la prima guerra mondiale furono 500 i concittadini che persero la vita nel conflitto, tra i quali il maggiore Domenico Picca. Dopo alcuni mesi dall'inizio della guerra, la città subì un cannoneggiamento da parte di una unità della marina austriaca e successivamente subì un attacco aereo; al termine del conflitto più di 500 morti tra la popolazione.
Negli anni 30 del Novecento furono completate la biblioteca e l'ospedale, successivamente intitolato a don Tonino Bello.
Anche durante la seconda guerra mondiale Molfetta pagò il suo tributo di vite umane. Il 6 novembre 1943 un aereo tedesco, scambiata la scuola elementare "Cesare Battisti" per una caserma, sganciò una bomba che fece crollare l'angolo di una palazzina, causando delle vittime.

### Dal secondo dopoguerra ad oggi
Dopo la seconda guerra mondiale la fisionomia della città venne profondamente modificata, con la costruzione di nuovi quartieri. In seguito al crollo di una palazzina, nel 1964, iniziò un lento abbandono del centro storico, che solo negli ultimi anni sta vedendo dei primi segni di rinascita.
La città è una delle tappe del viaggio di Carlo, principe del Galles, e della principessa Diana, nel loro viaggio in Italia. Il 2 maggio 1985 la coppia visita l'Istituto Apicella, adibito all'educazione dei bambini sordomuti.
Il 7 luglio 1992 viene assassinato il sindaco di Molfetta, Giovanni Carnicella, con un colpo di fucile a canne mozze. L'assassino, tale Cristoforo Brattoli, è un impresario che si era visto negare dal Comune il permesso per organizzare in città un concerto del cantante Nino D'Angelo. Alla memoria del sindaco Carnicella è stata conferita la medaglia d'oro al merito civile il 1 aprile 2019.
Nel 2005 uno studente molfettese scopre, nei pressi della dolina carsica del Pulo, delle orme appartenenti a diverse specie di dinosauri. In particolare vengono ritrovate impronte di Ornitopodi, Sauropodi e Teropodi.
Il 7 ottobre 2013 viene indagato, insieme ad altri 60 tra funzionari comunali, ex amministratori e politici, l'ex sindaco Antonio Azzollini in una maxi truffa da 150 milioni di euro legata alla costruzione del nuovo porto commerciale, appaltata nel 2007 e mai terminata.
Il 20 aprile 2018, in occasione del 25º anniversario della morte del vescovo don Tonino Bello, Molfetta riceve la visita di papa Francesco che celebra la messa alla presenza di circa 40 000 persone. Quasi un anno dopo, il 7 aprile 2019, viene inaugurato un monumento in piazza Garibaldi per ricordare la venuta del Santo Padre; si tratta di una riproduzione della croce pastorale di Don Tonino, realizzata in acciaio COR-TEN, accanto alla quale viene collocato l'albero di ulivo già posizionato sul palco sul quale il papa aveva celebrato la messa.

### Simboli
(Motto inciso sullo stemma)
Lo stemma e il gonfalone della città di Molfetta sono stati riconosciuti con decreto del Capo del Governo del 26 marzo 1935 trascritto nei registri della Consulta Araldica della Presidenza del Consiglio dei Ministri il 28 marzo 1935 e successivamente iscritto al numero 1682 della Tabella per l'Iscrizione nel Libro Araldico degli Enti Morali, fascicolo 11702 busta 159.
Stemma
(DCG del 26.03.1935)
Lo stemma è costituito da una banda di colore bianco o argento in cui sono incise le lettere S. P. Q. M., il cui significato è Senatus Populusque Melphictiensis, il tutto in campo rosso e circondato da due ramoscelli (la quercia a destra e l'alloro a sinistra). Lo scudo è sormontato dalla corona muraria di città formata da una cinta muraria e da otto torri, di cui cinque visibili.
La sigla SPQM si conforma all'omologo "SPQR" proprio dell'emblema della città di Roma e fu aggiunto allo stemma nel 1911 (?) su ordinanza dell'amministrazione comunale capeggiata dal sindaco Felice Fiore.
Gonfalone
(DCG del 26.03.1935)

## Monumenti e luoghi d'interesse

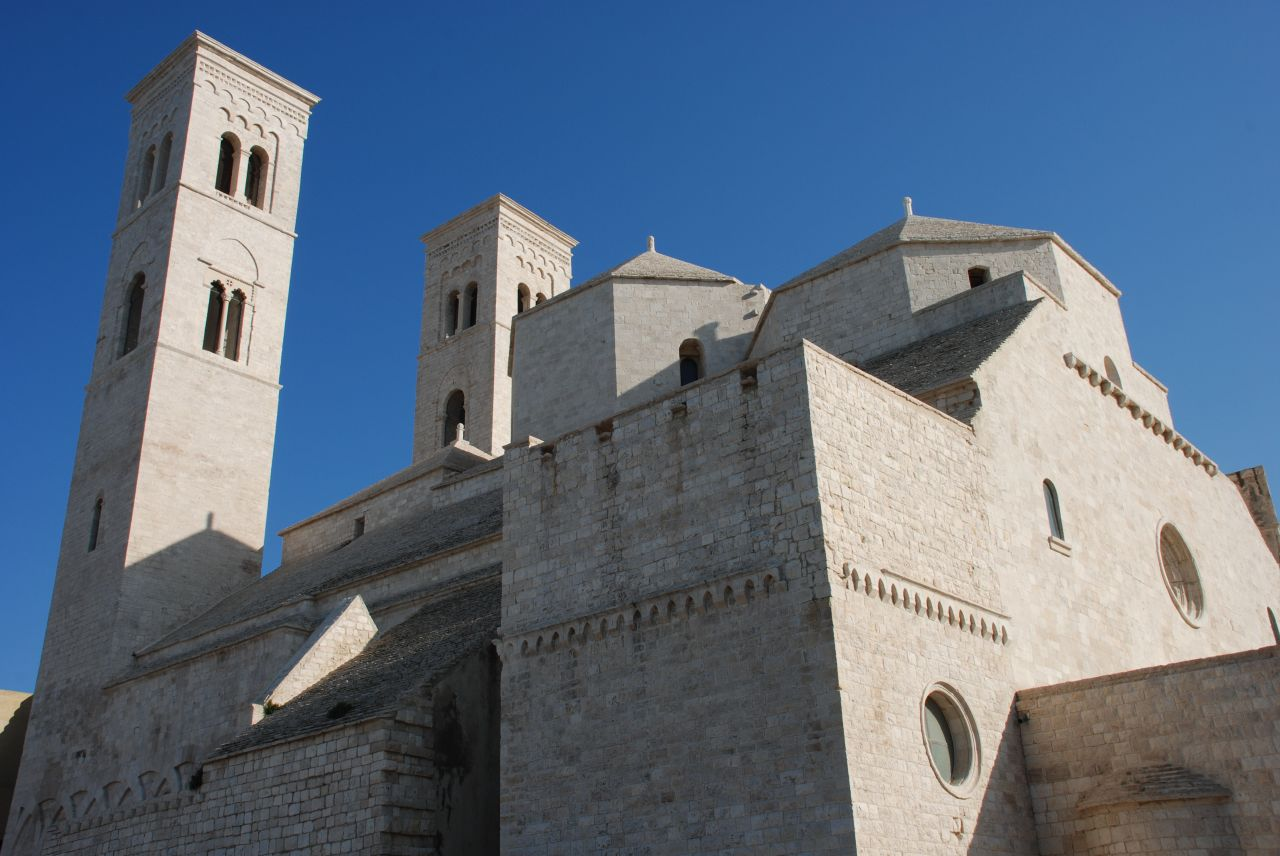
Il duomo di San Corrado.

Fra le bellezze naturalistiche da ammirare nella cittadina pugliese, è sicuramente il Pulo, sprofondamento carsico a pianta sub-circolare, con diametro variabile tra un minimo di 170 a un massimo di circa 180 metri, un perimetro che supera i 500 metri e una profondità intorno ai 30 metri nel punto di maggior dislivello. Sul bordo superiore sono stati ritrovati i resti di un villaggio neolitico: da questa località provengono reperti, soprattutto vasi e strumenti rudimentali neolitici (denominati "tipo Molfetta" e presenti in tutto il Mar Mediterraneo) e anche resti umani risalenti a età della pietra precedenti, e anche alla (successiva) età del bronzo.

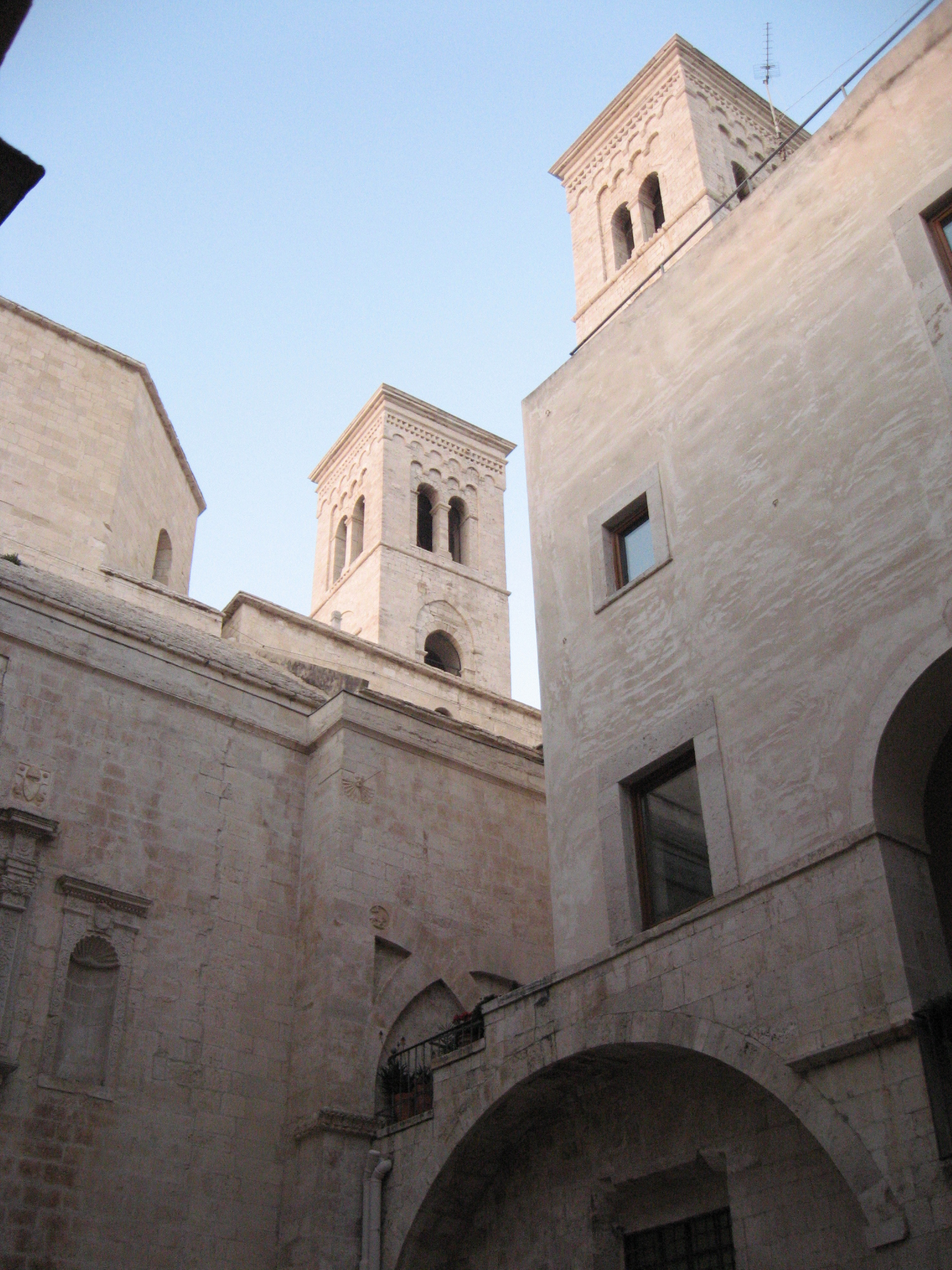
Le due torri del duomo viste da Largo Chiesa Vecchia.

Il nucleo antico detto "Isola di Sant'Andrea" forma il primo nucleo urbano attorno al III secolo ed è caratterizzato da una singolare pianta a spina di pesce: qui sorge il duomo di San Corrado, la più grande chiesa a (tre) cupole in asse del romanico pugliese coronate da due torri (una campanaria, l'altra d'avvistamento) edificato tra XI e XII secolo. Sempre nel centro antico è situata la barocca chiesa di San Pietro, eretta su una precedente chiesa romanica. Da notare le mura verso terra rimaste nel loro tracciato. Subito fuori dalle mura sorge la grandiosa cattedrale intitolata all'Assunta, ex convento dei gesuiti, dove sono poste le ossa del patrono della città San Corrado di Baviera, con busto in argento e oro di scuola napoletana. Di particolare attenzione è un grande quadro del celeberrimo Corrado Giaquinto, pittore molfettese del Settecento, a cui è intitolata la Pinacoteca metropolitana di Bari.
Nei pressi della cattedrale sorge la chiesa del Purgatorio, e, sempre lungo lo stesso asse viario del cosiddetto "borgo" (oggi Via Dante), ma più spostate verso la antica Porta principale del centro storico (quella che si apriva su Via Piazza) sono quelle dedicate alla Santissima Trinità, detta Sant'Anna e al protomartire Santo Stefano, luoghi di profonda religiosità in particolari periodi dell'anno. Poco più distante da queste, in direzione di uscita, verso Bisceglie, dalla Molfetta storica, sorge la chiesa di San Domenico, con annesso convento, oggi riadattato a contenitore culturale (biblioteca, museo e sala conferenze) col nome, ripreso dai documenti d'archivio, di "Fabbrica di San Domenico".
A circa 2 km dalla città, in direzione di Bisceglie si trova la basilica della Madonna dei Martiri. L'impianto attuale della chiesa insiste parzialmente sulla vecchia chiesa dell'XI secolo, di cui resta solo una cupola e la struttura sottostante, dove oggi sorge l'altare. Su un fianco della chiesa è addossato l'Ospedaletto dei Crociati, sempre dell'XI secolo, unico superstite dei due presenti nel complesso della Madonna dei Martiri dopo le ristrutturazioni ottocentesche.
A pochi km dal Pulo si trova un importante geosito dove, nel 2005, Cesare Davide Andriani, allora studente di geologia all'Università di Bari, scoprì le prime orme di dinosauri. L'area è stata oggetto di studio da parte dei ricercatori della stessa Università e sarà destinata alle visite in futuro.
I luoghi di maggiore attrazione in occasione delle festività religiose sono il duomo vecchio, il centro storico, la cattedrale, la basilica della Madonna dei Martiri, le chiese di San Pietro, del Purgatorio e di Santo Stefano, mentre mete di rilassanti e tonificanti passeggiate sono lo storico porto e infine il Pulo di Molfetta, dolina carsica al cui interno e nei cui pressi sono stati trovati, sin dai primi scavi condotti dal 1900 in poi, reperti archeologici che testimoniano di una presenza antropica risalente al neolitico.
Tali reperti sono raccolti nel Museo archeologico del Pulo, nella nuova sede dell'ex lazzaretto.

### Architetture religiose

#### Palazzo del Seminario
Lo scoppio del primo conflitto mondiale obbligò nel 1915 lo spostamento della sede del Seminario Regionale, fondato nel 1908 da Papa Pio X, da Lecce a Molfetta. Dopo un ulteriore e breve spostamento di sede a Terlizzi, il Seminario Regionale fece ritorno a Molfetta nel 1918 nei locali del Seminario Vescovile, dove rimase fino al 1925. Tuttavia esigenze di spazi più ampi costrinsero a pensare a un edificio totalmente nuovo, per la cui progettazione ci si rivolse all'architetto Giuseppe Momo, da anni impegnato in quello specifico genere di costruzioni. I lavori, iniziati nel 1925, si protrassero per un anno e mezzo; l'inaugurazione del nuovo Seminario Regionale, intitolato a Pio XI avvenne il 4 novembre 1926.
Dotato di una facciata sobria e dignitosa, il Palazzo del Seminario Regionale presenta un interno molto spazioso, da cui si diparte un massiccio scalone centrale, lateralmente al quale si accede a un porticato che introduce in un chiostro delimitato da colonne di stile romanico. Al centro di questo è collocata una fontana in ferro fuso costituita da due vasche sovrapposte.
Il Seminario, in cui i giovani di tutta la Puglia vengono formati in vista dell'Ordine sacro del presbiterato, ospita al suo interno, dal 1957, anche una biblioteca e una ricca raccolta museale.

#### Il Calvario

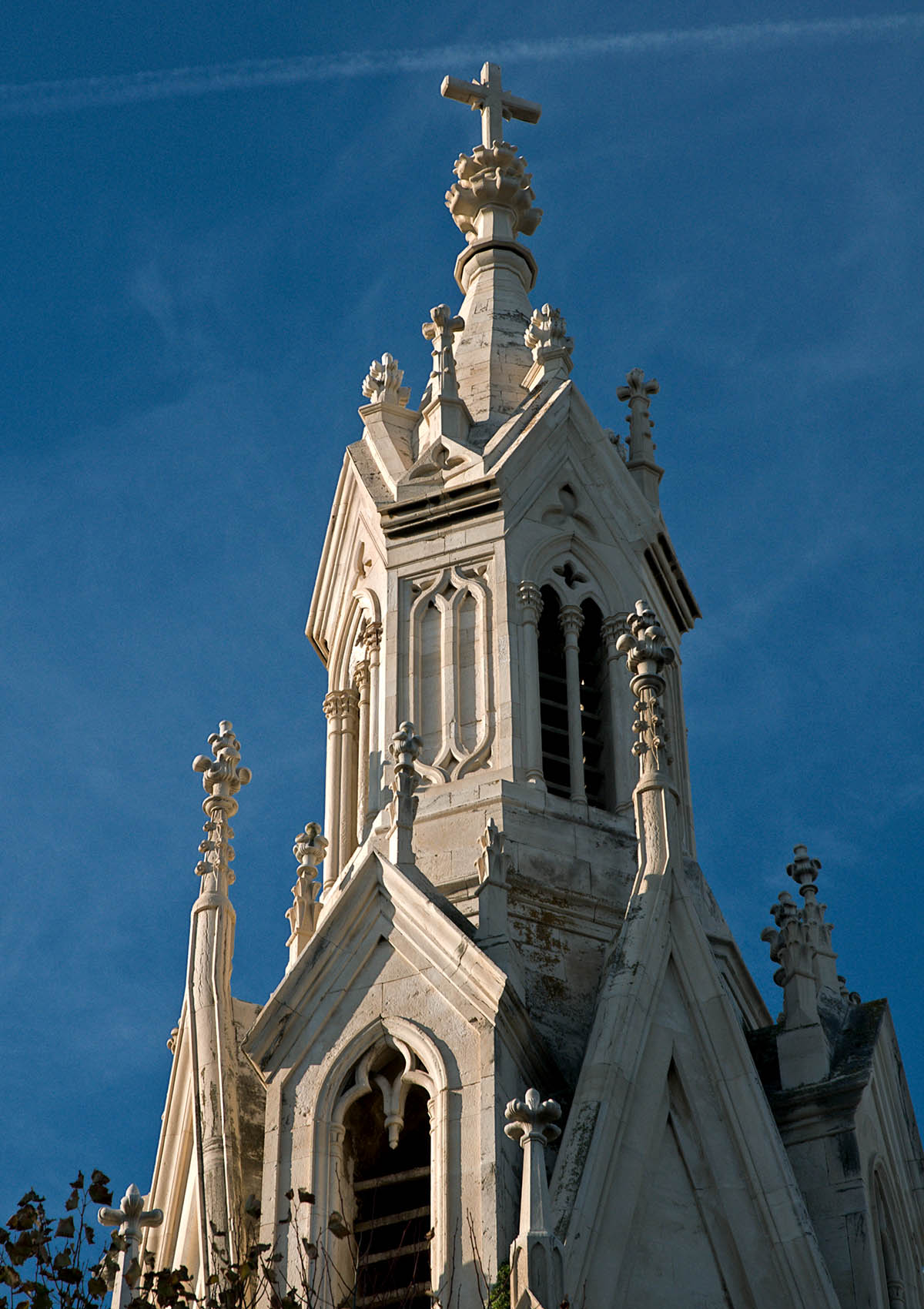
Il Calvario.

Il Calvario è un piccolo tempio edificato nel 1856, progettato dall'architetto Corrado De Judicibus. Il fenomeno della costruzione dei Calvari rientra tra le manifestazioni della pietas religiosa realizzatesi in occasione della missione popolare dei Padri Redentoristi. A Molfetta, e nelle limitrofe Giovinazzo, Terlizzi e Bisceglie, i Calvari vennero realizzati quasi contemporaneamente, tra il 1854 e il 1856. Il Calvario di Molfetta è costruito in pietra locale da taglio. Venne edificato in stile neogotico, su pianta ottagonale e articolato su tre piani per un totale di 20 metri
Ogni anno, nella notte tra il 30 e il 31 marzo, alcuni molfettesi si ritrovano sulla scalinata del Calvario per recitare l'Ave Maria alla Madonna.

#### Palazzo Giovene

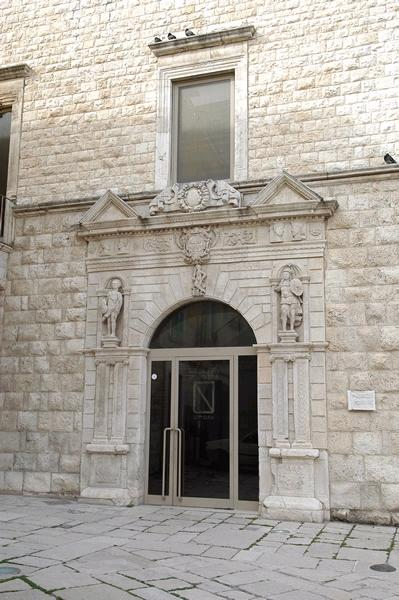
Entrata al Palazzo Giovene.

### Architetture civili

#### Palazzo de Dato
Palazzo de Dato (ex Palazzo Cavalletti) sorge a Molfetta, in piazza Vittorio Emanuele II, intitolata al Re alla fine del secolo scorso, in seguito all'avvenuta Unità d'Italia, e dove tuttora fa mostra di sé il monumento dell'antico sovrano. Oggi la zona è centrale nell'insediamento molfettese, mentre alla fine del ‘700, epoca a cui risale il palazzo, costituiva la zona di nuova espansione della città, tanto che nel 1790 venne sistemata la strada nuova che andava dal Pozzo dei Cani al palazzo Cavalletti. Quest'opera si rese necessaria perché nel 1789 erano stati completati i lavori di costruzione della Strada Consolare di Puglia (poi S.S. 16), da Bisceglie a Molfetta.

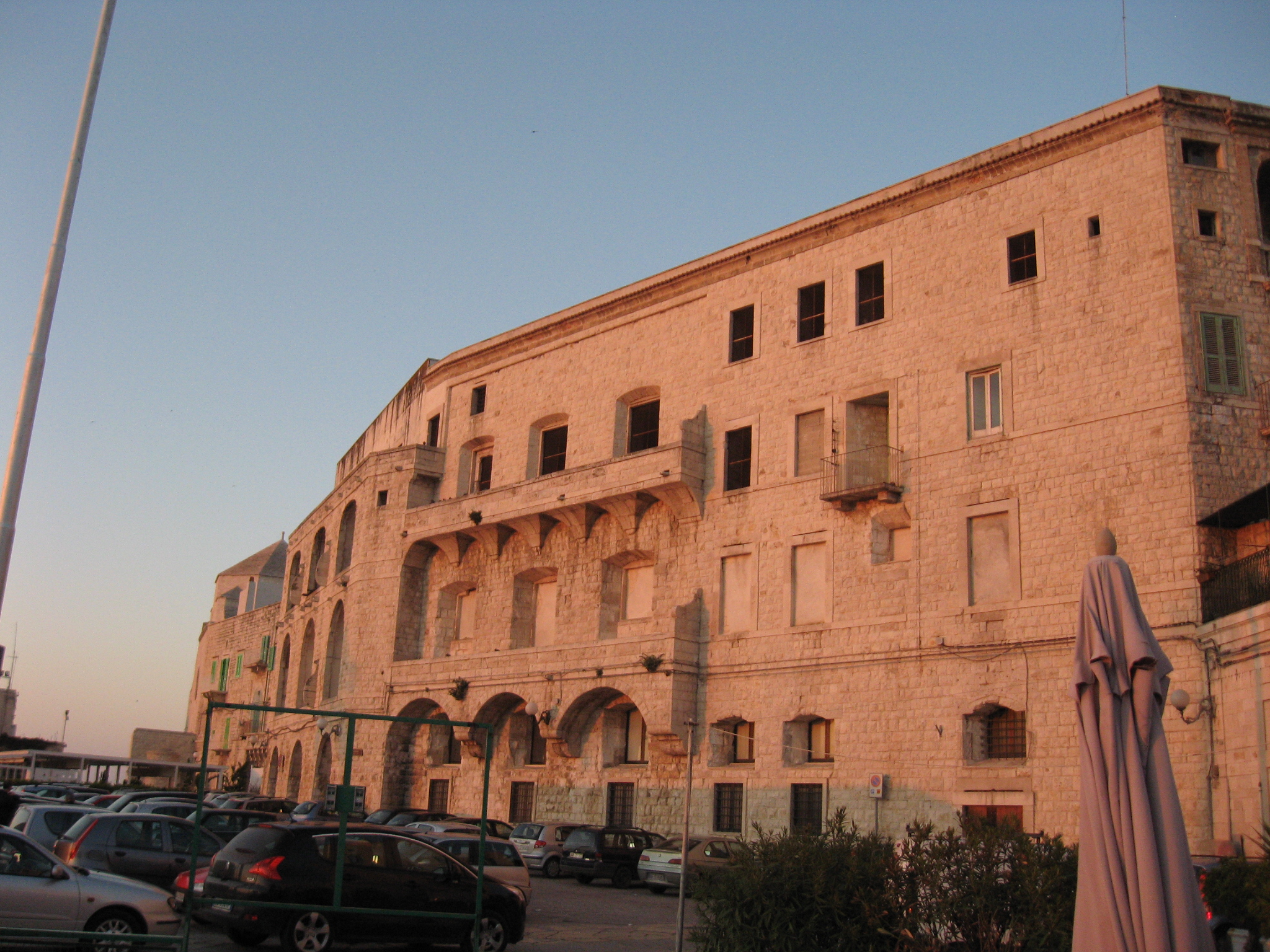
Palazzo Dogana, lato occidentale.

#### Palazzo Dogana
Palazzo Dogana sorge ai margini del borgo antico, di fronte al porto. Nel corso del tempo è stato sede del Seminario Vescovile, poi trasferitosi nella sede attuale, e della dogana. Dopo diversi anni di abbandono è stato avviato, nel 2017, il cantiere che ha trasformato l'edificio in un hotel di lusso.

### Architetture militari

#### Le torri di avvistamento
Di grande rilevanza storica, culturale ed economica dell'hinterland molfettese, sono state nel Medioevo e all'incirca fino al XVIII secolo le torri disseminate nel territorio rurale di Molfetta e raggruppate lungo tre immaginarie direttrici che sono Molfetta-Bitonto, Molfetta-Terlizzi e Molfetta-Ruvo-Corato.
Verso Bisceglie e in prossimità del confine con il suo territorio, si erge a picco sul mare (su uno spuntone di costa rocciosa oggi in erosione) l'unica torre di avvistamento chiamata, sin dal 1569, "Torre Calderina" o "Torre del Porto di San Giacomo", torre costiera del XVI secolo, particolarmente importante in quanto posizionata in un luogo strategico poiché da essa era possibile il collegamento visivo con il Castel del Monte e quindi comunicare per tempo anche agli abitati non rivieraschi più interni (verso Andria e oltre ancora, sino all'altopiano murgiano) il sopraggiungere di eventuali incursioni dal mare. Essa faceva parte del complesso sistema di torri d'avvistamento del Regno di Napoli. La sua posizione permetteva la difesa del porto di San Giacomo, approdo medievale di Molfetta. Oggi, questa torre si trova al centro dell'omonima area protetta, proposta come SIC (cioè Sito di Importanza Comunitaria) dalla Unione europea. Sulla SS. 16 è collocata la struttura conosciuta con il nome di "Torre della Cera", realizzata nel 1770 per conto del nobile Pietro Gadaleta alias "della Cera" (nonno materno di Pietro Colletti, poi Colletta). Altre strutture adibite a posti di osservazione (avvistamento), inserite nel tessuto urbano, erano: una delle due torri del Duomo (Vecchia Cattedrale) e il Torrione detto "del mare che passa", noto come Torrione Passari. Il Torrione Passari, in realtà, era un elemento della cintura difensiva della città.

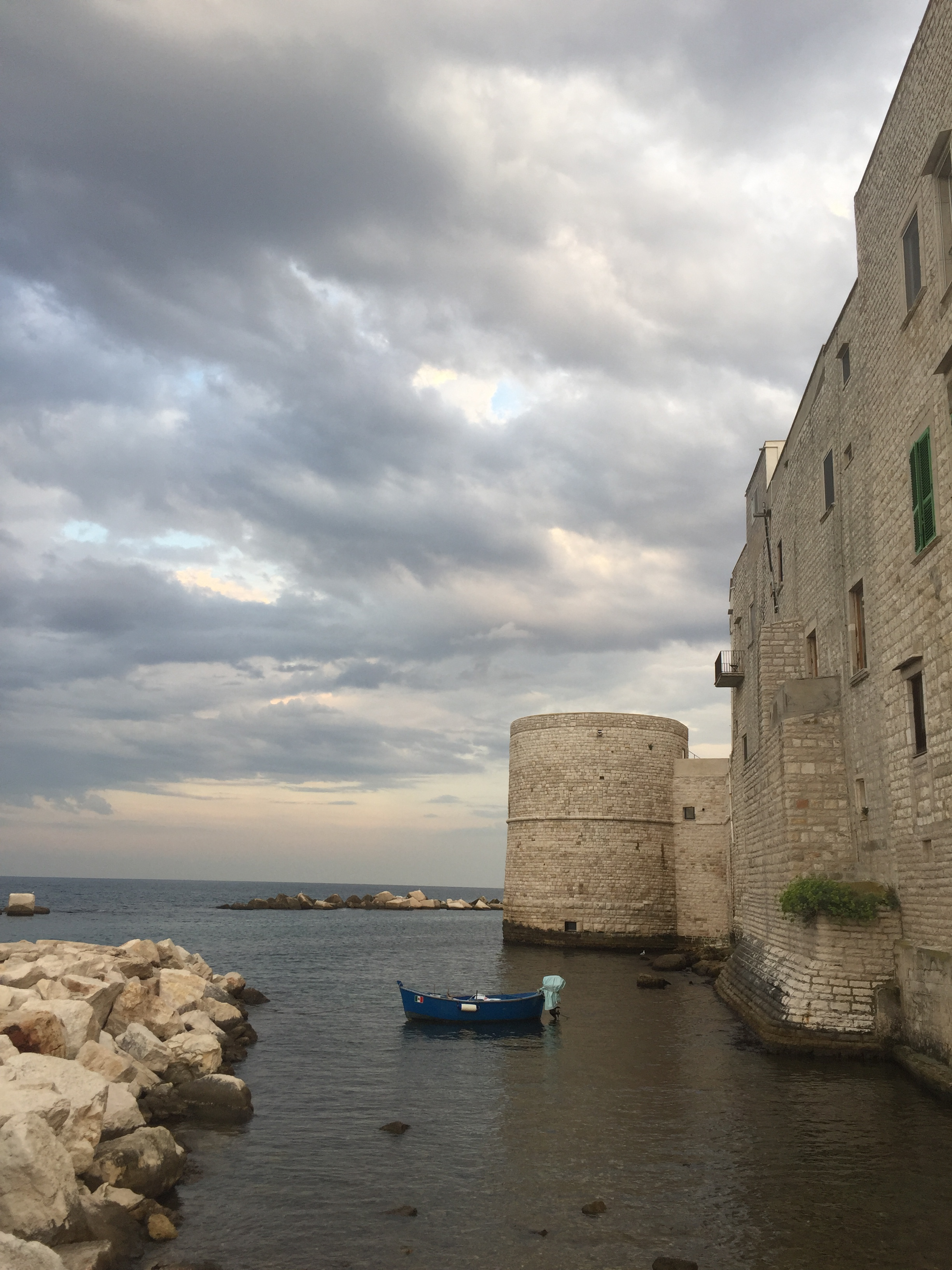
Torrione Passari

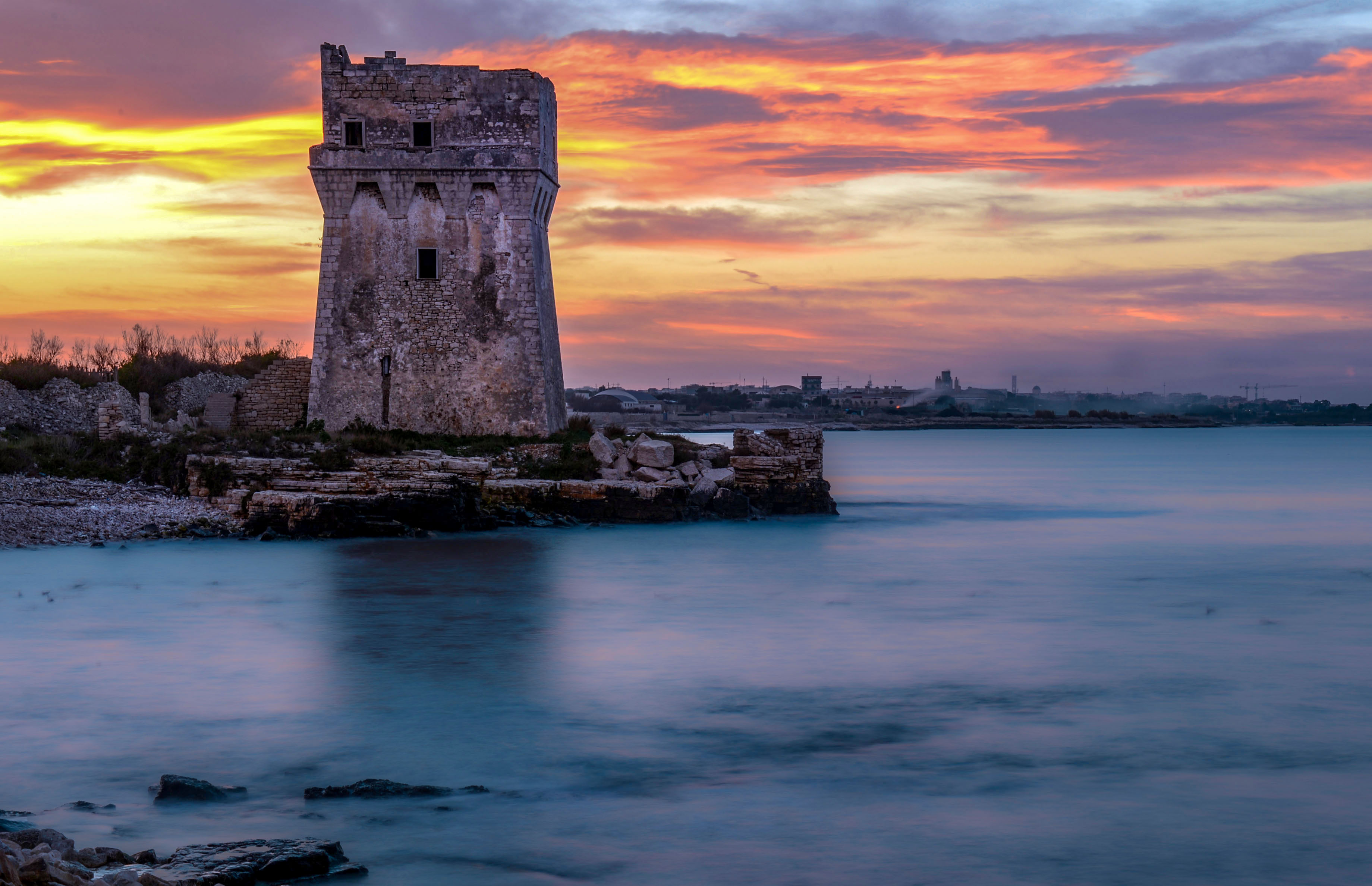
Torre Calderina

Le torri dell'agro rurale, utilizzate per villeggiatura o per supporto delle attività agricole, erano caratterizzate da arredo di tipo difensivo (es.: la presenza di caditoie). Delle oltre venticinque strutture ricordiamo Torre Gavetone, situata presso il confine con Giovinazzo, di essa resta solo il toponimo che indica una delle più apprezzate spiagge libere superstiti lungo la costa molfettese. Sulla stessa direttrice, ma in posizione arretrata verso l'interno si trova Torre Rotonda della Molinara (1538) il cui nome deriva da Antonio e Bartolomeo, padre e figlio de Molinario, che possedevano un fondo rurale in contrada Venere (prossima al confine con Giovinazzo). Sulla via per Bitonto incontriamo la torre dell'antica chiesa della Madonna della Rosa. Lungo l'asse viario del Mino abbiamo: Torre Cicaloria, il cui nome deriva dal nome e cognome di uno dei suoi proprietari Francesco (Cicco) Loria di Ruvo; Torre Panunzio che coincide con l'antica struttura chiamata Torre di don Marcello Passari (1556); Torre Cascione, nome derivato da quello di un proprietario di un fondo rurale prossimo alla torre, tale Joan Francesco de Urbano alias de mastro Leonardo Pappagallo soprannominato Cascione; Torre del Mino, edificata verosimilmente nel periodo 1561-1572; Villafranca (in territorio di Terlizzi), risalente al 1631 e il cui nome indica il riscatto dalla tassa catastale detta "bonatenenza". Per ultima l'ormai diroccata Torre dell'Alfiere, nome derivato dal titolo militare di uno dei suoi proprietari ovvero l'alfiere Francesco Paolo Tottola.
Leggermente più spostate a ovest verso la direttrice per Terlizzi della strada Santa Lucia s'incontrano: Torre del Gallo, nome derivato dal soprannome della famiglia "de la Sparatella" che la fece edificare, forse, connesso o alla nazione di provenienza (Francia) della famiglia o a un semplice agnome; Torre Villotta, struttura già esistente agli inizi del Quattrocento; Torre Falcone, nome derivato dalla famiglia de Falconibus, originaria di Andria; Cappavecchia registrata sin dal 1526, epoca in cui apparteneva alla famiglia de Vulpicellis; Torre Sgammirra, quest'ultima cosiddetta dal soprannome del suo primo proprietario, Antonio di Nicola de Tamburro alias Scambirro (= asino). Di essa non rimane che il rudere costituito da un'intera parete rimasta in piedi e sostenuta lateralmente dai soli monconi angolari.
A ponente, lungo l'asse della strada comunale Coppe (antica strada per Corato), troviamo i resti di Chiuso della Torre, che dà il nome alla omonima contrada, inglobati tra i capannoni industriali della zona ASI (Area Sviluppo Industriale); il Casale, ristrutturato nel 1719 dalla famiglia Passari sul sito dove sorgeva l'antico Casale di San Primo (ottobre 1135); Torre di Claps, con annessa chiesa di San Martino (1083), donata nel 1731 alla famiglia Claps (originaria di Potenza). In prossimità della direttrice della vicinale di Fondo Favale, si ergono: Torre del Capitano, nome derivato dal titolo militare del proprietario (nel periodo 1781-1784) ossia dal capitano Vincenzo Brayda. Questa torre è collocata in prossimità del tracciato autostradale della A14. Altre strutture di questo versante sono: Torre di Pettine, nome derivato dal soprannome di Giuseppe Fontana alias Pettine, figlio del maestro sartore Tommaso Fontana; la masseria fortificata denominata Casale Navarrino o Torre di Navarino, nei pressi del confine sud-occidentale dell'agro, alla confluenza con i territori dei comuni di Terlizzi e Bisceglie. Questa torre, il cui primo nucleo risale alla metà del XVI secolo e che fu ampliata nel 1598 da Cesare Gadaleta, prende il nome della contrada in cui è collocata. Il toponimo "Navarino", quasi certamente, ricorda la regione Navarra della Spagna della quale, forse, doveva essere oriundo don Ferrando Briones Yspanus, marito di Costanza Gadaleta, proprietario di un fondo rurale ubicato in questa zona.

### Piazza Garibaldi

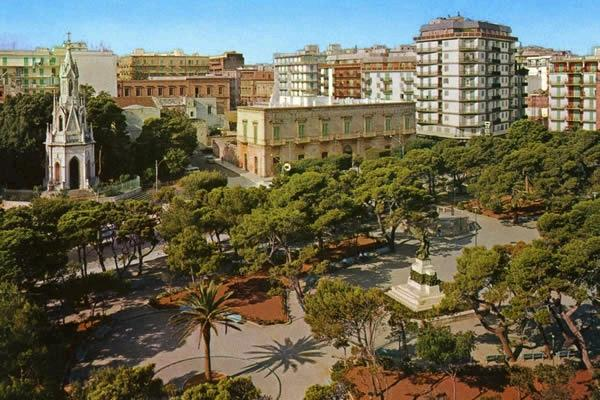
Villa comunale Giuseppe Garibaldi.

Uno dei luoghi più frequentati del centro cittadino è piazza Garibaldi: di forma sub-trapezoidale, è composta da aree verdi, percorsi pedonali e zone riservate ai bambini, con numerose specie arboree. Il lato meridionale della piazza è caratterizzato dall'ottocentesca edicola in stile gotico del Calvario con alle spalle l'antica chiesa di San Bernardino, risalente al 1451, mentre a ponente essa è chiusa dal pprospetto ottocentesco (opera, così come il già citato Calvario, dell'architetto De Judicibus molto attivo a Molfetta nel XIX secolo) del settecentesco seminario vescovile adiacente alla coeva cattedrale. Al centro della villa comunale sorge il monumento ai caduti della prima guerra mondiale, opera dello scultore cittadino Giulio Cozzoli, costituito da un gruppo bronzeo che rappresenta la Vittoria alata nell'atto di sorreggere un fante caduto sul campo di battaglia, che si erge su un basamento in marmo sui cui prospetti laterali e posteriore sono inseriti i bassorilievi bronzei che recano scolpite scene di guerra con protagoniste le diverse forze armate che presero parte a quel conflitto.

### Il Pulo
Il cosiddetto pulo è uno sprofondamento di origine carsica localizzato a non più di due chilometri dal centro urbano di Molfetta.
A seguito del terremoto in Irpinia, del 23 novembre del 1980, la cavità carsica appena fuori dall'abitato, e che da diversi anni veniva utilizzato nel periodo natalizio per la messa in scena del locale "presepio vivente", fu dichiarata inagibile e chiusa alla pubblica fruizione per motivi di sicurezza fino al 1995, quando iniziarono i lavori di recupero culminati con la restituzione al pubblico delle fabbriche della nitriera borbonica.

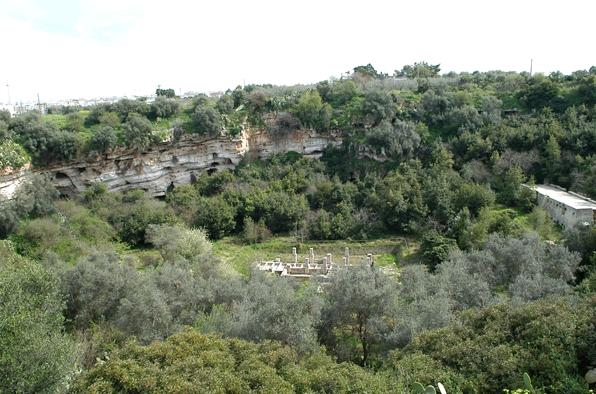
Elementi di archeologia industriale sul fondo e su un fianco del Pulo di Molfetta.

Con il termine pulo si indicano generalmente doline carsiche di grandi dimensioni, generalmente munite di almeno un inghiottitoio, che può essere palese o occulto.
In particolare il pulo di Molfetta si differenzia dagli altri per essere una dolina a pozzo a causa delle pareti strapiombanti su praticamente tutto il contorno, e di crollo, in relazione al fatto di essersi originata dal collasso o della volta di un'unica grande grotta sotterranea o, come più probabile, di più cunicoli e cavità facenti parte di più pozzi carsici contigui (detti polje), con crolli che si sono succeduti scaglionandosi nel tempo.
Le pareti del pulo sono costellate da numerose grotte, che si sviluppano anche su più livelli (fino a quattro come nella "grotta del Pilastro"), e cunicoli spesso intercomunicanti che denotano l'intensa attività carsica di cui sono state protagoniste insieme al potente acquifero di cui verosimilmente facevano parte.
In tutte le cavità, però, essendo assente lo stillicidio delle acque, non si rinvengono formazioni di stalattiti e stalagmiti.
Il salnitro che si rinviene nelle grotte sotto forma di incrostazioni ed efflorescenze biancastre, che rivestono vaste superfici all'interno delle stesse, ne fece per pochi decenni, tra il 1785 e i primi del XIX secolo, una miniera di questo materiale che le contemporanee ricerche nel mondo della chimica avevano individuato come componente essenziale della polvere da sparo.
Pertanto, su regio decreto del sovrano Borbone dell'epoca, fu autorizzata la costruzione "in loco" di una nitriera, cioè di una fabbrica di polvere da sparo, proprio a pochi passi dal luogo di estrazione, poiché era particolarmente idoneo sia per motivi di sicurezza delle lavorazioni (lontano dal centro abitato), sia per motivi militari, essendo il sito sufficientemente occultato alla vista dei più. A causa dell'interesse militare del sito, al suo ingresso fu costruito un corpo di guardia, dove alloggiava il personale posto a sentinella delle attività estrattive che vi si svolgevano.
Il pulo inoltre è caratterizzato da vegetazione spontanea comune nel territorio accanto a specie esclusive di questo habitat, secondo classificazioni avvenute in tempi diversi a opera di vari studiosi, tra cui il botanico molfettese G. Muscati e in tempi più recenti da Lucia Camporeale, che nel 1953 individuò nel Pulo 136 diverse specie vegetali spontanee, tra cui la rara Micromeria nervosa. Tra queste, si trovano piante introdotte dall'uomo nel corso dei millenni, sia alberi (fichi, fichi d'India, nespoli, azzeruoli, ecc.) che specie erbacee aromatiche (melissa, camedrio bianco, mente varie) accanto ad alberi e cespugli tipici della macchia mediterranea (lentisco, biancospino, alloro, melograno, viburno, carrubo, ecc.).

## Società

### Evoluzione demografica
Abitanti censiti

Il comune di Molfetta ha fatto registrare nel censimento del 1991 una popolazione pari a 66.839 abitanti. Nel censimento del 2001 ha fatto registrare una popolazione pari a 62.546 abitanti, mostrando quindi nel decennio 1991 - 2001 una variazione percentuale di abitanti pari al -6%.
Gli abitanti, in base ai dati di quel censimento, sono distribuiti in 21.859 nuclei familiari con una media per nucleo familiare di 2,86 componenti.
A partire dal 2001 il Comune di Molfetta ha aderito alla Rete Città Sane dell'Organizzazione mondiale della sanità (OMS), dando inizio a una serie di monitoraggi costanti sugli indicatori designati dalla stessa Organizzazione Mondiale della Sanità, periodicamente raccolti e pubblicati nel Profilo di Salute della Città (il primo dei quali è stato edito nel 2003), nei quali il fattore demografico è di fondamentale importanza.

### Etnie e minoranze straniere
Al 31 dicembre 2023 gli stranieri residenti sono 1.546, pari al 2,66% della popolazione.

### Lingue e dialetti
Il dialetto molfettese si distingue dalle caratteristiche linguistiche della città metropolitana di Bari per l'utilizzo di tutte le "e".
Lo scioglilingua utilizzato per testare la "pugliesità" di un soggetto trova la sua variante nel molfettese "Ci nge n'ame a sciaje scimeninne, ci nen ge n'ame a sciaje nen ge ne sime scenne" (se dobbiamo andarcene, andiamocene, se non ce ne dobbiamo andare, non ce ne andiamo). A differenza del dialetto barese, quello parlato a Molfetta è caratterizzato da un'aggiunta costante della "a", soprattutto, prima della vocale "u".
Ad esempio: sciute ⇒ sciAute (andato); june ⇒ Aune (uno); pajure ⇒ pagAure (paura).

### Religione
Molfetta è sede vescovile della diocesi cattolica di Molfetta-Ruvo-Giovinazzo-Terlizzi. Vi ha sede il Pontificio Seminario Regionale "Pio XI", unico seminario maggiore della Puglia e seminario più numeroso d'Europa come numero di alunni. Ha anche sede la Facoltà teologica della Puglia, con due sedi a Bari e una a Molfetta presso l'Istituto Regina Apuliae. A Molfetta ha anche sede l'Istituto Pastorale Pugliese.

### Tradizioni e folclore

#### La Quaresima
La Quaresima è ricca di momenti di celebrazione, che si concentrano nelle chiese di Santo Stefano, e del Purgatorio, a cura dell'Arciconfraternita della Morte.
Le processioni pasquali si svolgono il venerdì di passione, quando alle ore 16,00 viene portata a spalla la statua dell'Addolorata dall'Arciconfraternita della Morte. Il venerdì della successiva settimana tra la notte del Giovedì Santo e del Venerdì Santo, alle ore 03,30, si svolge la processione dei Misteri amministrata dell'Arciconfraternita di Santo Stefano. Il Sabato Santo, invece, alle ore 11,30 inizia la processione dei Sette Misteri Dolorosi (comunemente denominata "della Pietà").

#### Festa patronale della Madonna dei Martiri
Sin dalla prima metà del XIX secolo i marinai hanno eletto la Madonna dei Martiri, venerata nell'omonimo santuario, a loro protettrice. 
L'8 settembre 1846 la statua della Vergine, opera dello scultore napoletano Giuseppe Verzella, fu posta su due bilancelle a vela e trasportata fino alla banchina dell'antico Seminario, accanto al "Duomo vecchio".

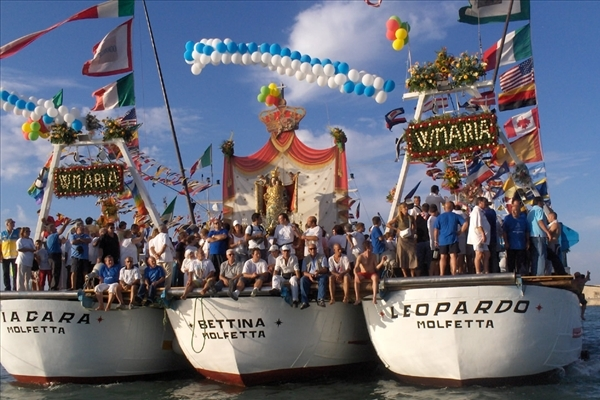
La statua della Madonna disposta sulle barche, qui tre, accostate tra di loro, nel porto.

Da questa iniziale consuetudine prese piede la tradizione della Sagra a mare, che si ripete annualmente coincidendo con la fiera di Molfetta, accordata il 24 aprile 1399 da Ladislao di Durazzo.

### Qualità della vita
La città si è trovata a dover fronteggiare tre principali questioni che ne minavano lo sviluppo e l'espansione. La prima era costituita dalla carenza di alloggi: a partire dagli anni novanta, infatti, la popolazione si è ridotta quasi del 10% in conseguenza dello spostamento di numerose famiglie molfettesi, trasferitesi nei paesi limitrofi dove hanno trovato dimora a prezzi più modici di quelli praticati a livello cittadino. Altra problematica è la carenza di posti di lavoro, che spinge molti giovani a emigrare all'estero o in altre aree del Paese.

## Cultura

### Eventi culturali a Molfetta

#### Premio Leonardo Azzarita
Il premio dedicato al giornalista Leonardo Azzarita si svolge annualmente a maggio presso il museo diocesano.

### Istruzione
Sono presenti nella cittadina diversi istituti scolastici, dal Liceo scientifico, con opzione scienze applicate, al classico, al linguistico, scienze umane, all'istituto tecnico industriale, commerciale, turistico, geometra, professionale marittimo, alberghiero, marittimo, grafico pubblicitario, nautico e, negli ultimi anni, anche il Liceo Artistico. A Molfetta ha sede il laboratorio olfattometrico del dipartimento di chimica dell'Università di Bari e la scuola universitaria infermieristica. Inoltre, ci sono a Molfetta due seminari e molte scuole private.

#### Biblioteche
La biblioteca comunale, intitolata al suo fondatore l'arcidiacono Giovanni Panunzio (1828 - 1913), promotore dell'istruzione pubblica a Molfetta e primo preside del locale Liceo Classico.
Panunzio donò la propria biblioteca al Comune che, con atto dell'8 aprile 1922, l'acquisì aggiungendovi i circa 1500 volumi appartenuti alle case religiose soppresse e le destinò, come sede provvisoria, alcune aule del Liceo con l'impegno di costruire una sede apposita.
Ordinato e catalogato il patrimonio librario, la biblioteca fu aperta al pubblico nel 1927. A causa degli eventi bellici, nel 1944 fu trasferita in un seminterrato di via Vittorio Emanuele.
Ripresa l'attività nel 1951, la biblioteca da allora continua a operare e ad adempiere al tuo ruolo di depositaria della cultura locale. Essa infatti è l'unica regolarmente e continuativamente aperta al pubblico e costituisce il principale punto di riferimento per la documentazione e l'informazione non solo nel proprio ambito territoriale.
Quella comunale è una biblioteca a indirizzo prevalentemente umanistico caratterizzata dalla stratificazione di fondi librari eterogenei, provenienti dalle varie donazioni susseguitesi nel tempo.

#### Università
A Molfetta hanno sede l'Università Popolare e la Facoltà teologica della Puglia, quest'ultima situata presso l'Istituto Regina Apuliae.

### Musei

#### Civica siloteca centro studi molfettesi
Realizzata nel 1998 in memoria di Raffaele Cormìo (1883-1952), xilologo di origine molfettese, è un museo, unico nell'Italia meridionale, dedicato all'albero e al legno nelle sue caratteristiche fisiche e tecnologiche, nelle alterazioni e nei difetti. In quattro sale a piano terra del Palazzo Comunale in Piazza Municipio, sono esposti tronchetti e rotelle di alberi europei ed extraeuropei; campioni dei principali legnami da lavoro; oggetti in legno, tra i quali la bacchetta di direzione d'orchestra del Maestro Riccardo Muti; un pannello con insetti xilofagi e teche dedicate alle varie utilizzazioni e lavorazioni del legno (come la fabbricazione della matita e del pennino); la Poesia dell'albero all'uomo composta da Raffaele Cormìo. La Civica Siloteca è completata da strumenti didattico-scientifici riguardanti il legno, da una biblioteca tematica e dall'archivio documentario sul Cormìo che negli anni trenta del secolo scorso realizzò a Milano la prima Siloteca europea.

#### Museo Diocesano di Molfetta

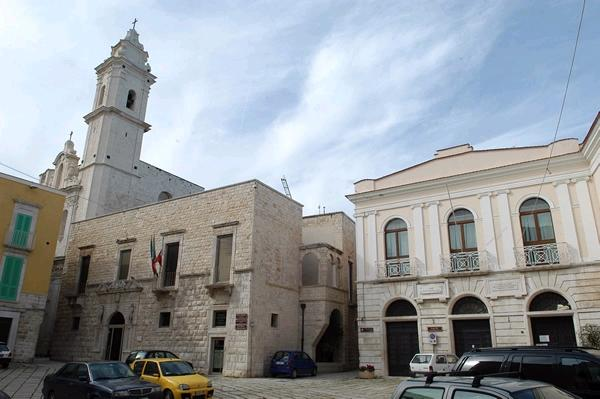
Piazza Municipio, su cui prospetta il Palazzo Comunale (a sinistra), sede della sala d'arte contemporanea Leonardo Minervini e della Civica Siloteca Centro Studi Molfettesi.

#### Raccolta d'arte contemporanea sala "Leonardo Minervini"
Allestita nel 1996 nel Palazzo Comunale, la raccolta comprende circa 60 opere di artisti, molti provenienti da Molfetta. Accanto a Maestri di fama internazionale, come Renato Guttuso, l'esposizione comprende opere di artisti molfettesi a cominciare da Michele e Liborio Romano, Franco d'Ingeo, Natale Addamiano, Franco Valente, Michele Paloscia e Anna Rita Spezzacatena. Un'intera sala è dedicata a Leonardo Minervini dove sono esposti 11 dipinti tra cui il "Ritratto di Minervini" realizzato dal suo maestro Carlo Siviero nel 1936.

#### Mostra Etnografica Permanente del Mare
Nei locali sotterranei della Fabbrica di San Domenico, la suggestiva "Neviera", si può visitare la Mostra Etnografica Permanente del Mare, inaugurata nel 2005, curata e gestita dalla sede locale dell'Archeoclub d'Italia. La mostra ricostruisce l'antico rapporto di Molfetta con il mare tra Medioevo ed età contemporanea. Una relazione che si fece particolarmente vitale nell'Ottocento, quando la cantieristica navale locale acquistò importanza con lo sviluppo del porto mercantile e con l'amplificarsi dell'attività peschereccia. L'abilità dei maestri d'ascia molfettesi, che producevano trabaccoli e bilancelle, era riconosciuta anche fuori regione. La collezione mette in mostra numerosissimi utensili da lavoro dei maestri d'ascia, disegni e modelli delle imbarcazioni antiche e attuali, strumenti di segnalazione, documenti per la navigazione, reti di piccolo e grosso cabotaggio e oggetti di uso quotidiano a bordo delle navi.

#### Museo della basilica di Santa Maria dei Martiri
Include una notevole raccolta di ex voto e di molteplici altri oggetti derivanti da donazioni di privati cittadini.Presenti statue e quadri, presepi provenienti da ogni parte del mondo. Vi sono anche i paramenti e i messali delle celebrazioni per la elevazione a Basilica pontificia dal Cardinale Mayer e dal Servo di Dio don Tonino Bello.

### Media

#### Stampa
A Molfetta sono presenti le sedi di alcune piccole case editrici, nonché di alcuni periodici quali:
- L'altra Molfetta
- ilFatto
- Quindici Molfetta
- Molfettafree

#### Radio
A Molfetta ha sede Radio Idea, emittente radiofonica locale fondata nel 1984. La sua zona di copertura comprende la città metropolitana di Bari e la Provincia di Barletta-Andria-Trani.

### Cinema
A Molfetta sono state girate alcune scene del film La ragazza dei miei sogni, diretto da Saverio Di Biagio, con Primo Reggiani, Nicolas Vaporidis e Miriam Giovanelli.
All'interno del Liceo Classico "Leonardo da Vinci" è stato girato il cortometraggio Carlo e Clara, di Giulio Mastromauro, vincitore di vari premi tra cui il Web Award del David di Donatello.
Molti sono i ciak girati a Molfetta (fonte Giuseppe Pansini giornalista), Tra gli altri "Sabato, domenica e lunedì con Sophia Loren, "I Cavalieri che fecero l'impresa" con Raul Bova, "La casa delle donne" di Mimmo Mongelli, molti film prodotti dalla Draka Production con la presenza a Molfetta di Maria Grazia Cucinotta.

### Cucina
La gastronomia molfettese è molto vasta, comprende piatti semplici, rustici, e piatti più raffinati, atti a conquistare l'interesse e il piacere dei buongustai. Essendo Molfetta una città marittima, i piatti tradizionali Molfettesi non possono che essere a base di pesce; tra questi ricordiamo il famoso che consiste in una zuppa di pesce fresco di scoglio lesso insieme ad un soffritto di pomodori freschi, aglio e prezzemolo in olio extravergine d'oliva. Consuetudine alimentare dei molfettesi, tranne che nel periodo in cui vige il fermo biologico, è mangiare sia frutti di mare (dai ricci alle cozze, dalle capesante alle ostriche, dai taratuffi alle cozze pelose, ecc.) che pesce crudo. Alici crude intere (quelle più minuscole) o spinate (talvolta marinate mettendole a macerare in olio e limone), le am(e)rosche (piccolissimi pesciolini, poco più che avannotti), le agh(e)stenèdde (triglie di piccolissima taglia, dette così perché si pescavano tra la fine di agosto e la metà di settembre), al(e)cedd(e) e sarachedd(e) (alici e salacchine), pulp' a' tenèri(e)dde (piccoli polpi che vengono inteneriti arricciandoli a mano) e infine salìp(e)ce (piccoli gamberetti) sono tutti usualmente consumati senza cottura.
Tra i primi piatti caratteristici troviamo u' tridde, una pasta per brodo fatta a mano con semola, uova, prezzemolo e formaggio, che si presenta in sfoglie sottili spezzettate a mano. Le altre specialità molfettesi vengono preparate in occasione delle festività.
A base di pesce è anche u' cembotte, una zuppa a base di pesce, pomodoro, aglio e prezzemolo.
Un piatto che si ritrova esclusivamente nella tradizione molfettese, quasi totalmente sconosciuto persino nei paesi vicini è u' calzòene. La sua preparazione è particolarmente lunga e va fatta con ingredienti ben precisi, per rispettare l'originale ricetta. Consiste sostanzialmente in una focaccia ripiena. Al suo interno si trova di solito: merluzzo fritto e sbriciolato (il merluzzo usato è di taglia più grande di quello solitamente consumato, ed è detto in gergo "nùzze stùbete"), cipolle bianche tagliate molto sottili e stufate assieme a cavolfiori, olive denocciolate (solitamente si usano le cosiddette "pasòele") e un cucchiaino di ricotta forte (in gergo chiamata "recòtt'a'scquènde"). Una variante prevede anche l'uso del pomodoro nello stufato di cipolla. Affinché esso assuma un sapore inconfondibile e unico al palato, molti molfettesi usano portarlo a cuocere nei pochi forni a legna rimasti (detti "fùrne nostrène"), di cui la città era disseminata fino a una trentina di anni or sono. Il piatto si accompagna bene a frutti di mare e vino, e costituisce anche un piatto unico. Si usa preparare questa pietanza specialmente nel periodo quaresimale, specialmente di venerdì (in cui si pratica l'astinenza dalle carni). Antica consuetudine vuole che esso venga consumato il giorno di mezzaquaresima (Giovedì della quarta settimana di Quaresima). Una tradizione gastronomica che si rinnova ogni anno il Venerdì Santo è mangiare "u pizzari(e)dde", filoncino di pane farcito con tonno e capperi.
Per la Pasqua troviamo "la scarcèdd(e)", un dolce cui si danno le forme più varie (sempre attinenti al periodo pasquale) fatto di pasta frolla farcito con marmellate (di fichi, di ciliegie o di uva) rigorosamente fatte in casa e pasta di mandorle e ricoperto di zucchero fondente - detto Sc(e) lepp -, decorato con confetti di vari colori, ovetti di cioccolato o anche uova sode.
Per la vigilia del Santo Natale il menù tradizionale comprende: rape bollite condite con olio e limone, frittelle (piccoli panzerotti ripieni) e l'immancabile capitone.
Durante i vari periodi dell'anno, secondo le stagioni, le massaie molfettesi usano preparare delle conserve sott'olio con pomodori, peperoni (chiamata nel gergo pric-o-prac), melanzane e carciofi.
Per il periodo natalizio vengono preparati diverse varietà di dolci, principalmente a base di pasta di mandorle e pasta frolla tra cui "cart(e)ddate", "calz(e)ngicchie", "ses(e)mi(e)dde", "spume di mandorla", "occhi di Santa Lucia", "mestazzul(e)", "canigliate" e piccole imitazioni di frutti a base di "pasta reale".
Prende il nome dalla città anche una tipologia di cicoria, la cicoria puntarelle molfettese. Il 17 giugno 2015 la cicoria molfettese è stata inserita nell'elenco nazionale dei Prodotti Agroalimentari Tradizionali (PAT), con decreto del Ministero delle Politiche agricole e alimentari, oltre a rappresentare la città all'Expo di Milano.

## Geografia antropica

### Urbanistica
La città di Molfetta si presenta urbanisticamente distinta, a livello macroscopico, in due parti: il nucleo storico (la città intra moenia), la cui origine certa risale al Medioevo, sviluppatosi su una penisoletta collegata alla terraferma da un piccolo istmo, e una zona più moderna, a sua volta costituita dalle espansioni datate con le successive epoche storiche nelle varie direttrici sud, ovest ed est, prima fino al limite fisico della linea ferroviaria, ed ampliandosi progressivamente in epoche più recenti (dagli anni ottanta in poi) fino all'ultima fase attuale di completamento entro il nastro stradale della nuova Statale 16 e sui margini della principale asta di compluvio che interessa il territorio molfettese che è la Lama detta cupa, la quale incanala, fino al recapito finale in mare in corrispondenza della prima Cala, gli apporti di acque meteoriche provenienti dall'entroterra murgiano.
Il centro storico presenta una pianta a spina di pesce con strade strette e ricurve, tipica di molti centri costieri del basso Adriatico. Esso è nettamente distinto dalla città extra moenia – sviluppatasi, soprattutto a partire dalla seconda metà del XVII secolo, per formare la città come appare oggigiorno – attraverso la cosiddetta muraglia, antica e massiccia fortificazione di origine medievale. Tale separazione è fisicamente sottolineata dall'asse stradale del Corso Dante Alighieri, già detto Borgo, ricavato dall'interrimento (XVIII-XIX secolo) dell'antico canale marino che si incuneava ai lati dell'istmo separando quasi integralmente la penisoletta dalla terraferma, come si evince dall'osservazione delle antiche stampe raffiguranti le prime, rudimentali, testimonianze di planimetrie della città.
Il confine nord dell'abitato storico è costituito dal mare Adriatico: questa circostanza nei secoli passati ha consentito una naturale difesa dagli attacchi provenienti da quella direzione, soprattutto da parte della pirateria turca. Ma proprio per questo motivo, una volta venuto meno il pericolo, a partire dal XVIII secolo, e quando contemporaneamente si è innescato il processo di sviluppo ed espansione dell'abitato fuori delle mura, il nucleo storico è rimasto emarginato rispetto alle zone di espansione invece che inglobato in essa.
A partire dal XIX secolo, infatti, inizia il progressivo degrado della città vecchia, che raggiunge la sua massima espressione con il crollo, con vittime, avvenuto in Via Macina nel 1964 che porta al suo pressoché totale svuotamento con il trasferimento in blocco nel quartiere CEP (Case Edilizia Popolare) di Molfetta degli ultimi abitanti residenti.
Solo nel primo decennio del XXI secolo si è in presenza di evidenti segni di un consistente processo di recupero, avviatosi a partire dagli anni ottanta che sta restituendo dignità e vita allo storico centro antico dove sono state riaperte quasi tutte le antiche strade che erano state chiuse a causa del pericolo di crolli.

### Frazioni
Pur non annoverando vere e proprie "frazioni", nelle immediate vicinanze del centro abitato sono sorti, in epoche differenti, alcuni borghi-satellite, ciascuno di origine diversa dall'altro. Si tratta del nucleo residenziale (inizialmente stagionale) della "Madonna della Rosa", sorto attorno alla omonima chiesetta turrita (munita di caditoia) e meta di un culto molto radicato nella popolazione molfettese, del quartiere CEP di Molfetta, nei pressi del Santuario (oggi Basilica) della Madonna dei Martiri, e del cosiddetto "Villaggio Belgiovine", dal nome dell'ingegnere-imprenditore che lo costruì, alla fine degli anni sessanta.
Attorno alla chiesetta della Madonna della Rosa si è sviluppata, soprattutto a partire dal XIX secolo, una fiorente comunità costituita più che altro dalle famiglie borghesi che avevano in quella località la propria casina di campagna, quale una sorta di "status symbol" ante litteram, dove trascorrere i mesi estivi e far crescere i bambini a contatto con la natura e in condizioni più protette e più salubri che non all'interno del tessuto cittadino.

## Economia

### Agricoltura e pesca

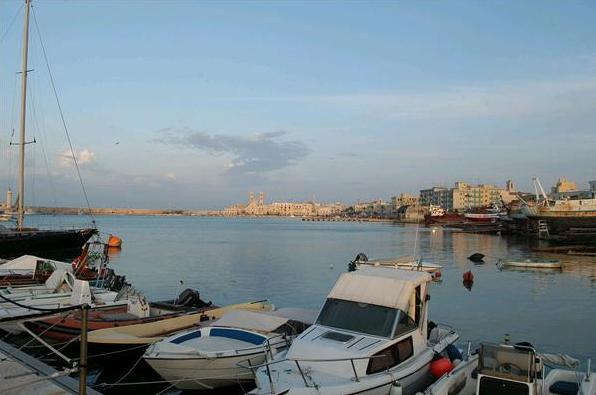
Banchina del porto con visuale del borgo antico.

Uno dei motori dell'economia molfettese è, fin dalle origini, l'attività peschereccia, oggi in declino per le mutate condizioni socio-economiche. Per quanto attiene al settore primario, la città inoltre contava su un'industria attivamente sviluppata nei settori: agricolo, ortofrutticolo, oleario, della floricoltura, dei derivati degli olii al solfuro (olio di sansa), delle tegole in cotto. In via di trasformazione e sviluppo, sono, poi, i settori informatico e commerciale soprattutto verso i Paesi emergenti, mentre le industrie cantieristica, enologica, e delle paste alimentari, un tempo fiorenti, ora segnano il passo, vinte dalla concorrenza a livello nazionale. L'unico in grado di far fronte all'agguerrita concorrenza, nonostante la drastica riduzione degli uliveti a causa della costruzione della Zona ASI, è il settore oleario, con la presenza di due oleifici cooperativi e di vari impianti oggi ubicati quasi tutti nell'Area di Sviluppo Industriale.
Divengono sempre meno, tuttavia, le produzioni di olio extravergine di oliva, retaggio di un passato ben più ricco, dato l'altissimo numero di antichi frantoi oleari presenti nel tessuto cittadino, anche in zone molto centrali della città, almeno fino a tutto il primo dopoguerra.
Degna di nota è, poi, la produzione di olio biologico di altissima qualità (premiato a più riprese nelle manifestazioni a esso dedicato). Sempre maggiore importanza assume la floricoltura.
La ridotta estensione dell'agro di Molfetta e la sua bassa coltivabilità hanno molto limitato e penalizzato l'espansione agricola, che non ha quindi mai avuto un particolare rilievo economico, a parte alcune produzioni mirate come quella olivicola (a tutt'oggi ancora la sussistenza di numerose famiglie è affidata alla stagionalità della raccolta delle olive da olio) e a colture orticole di nicchia, come quella dei cosiddetti cas(e) ridde, anche questa, ormai "esportata" nel Leccese. Infine, ma non ultimo, favorito da un lacerante abusivismo diffuso e dai ripetuti condoni, negli ultimi anni si assiste al fenomeno che sta rendendo la campagna sempre di più simile a una "città diffusa". Lo sviluppo e l'espansione della Zona artigianale e boaria prima, e dell'ASI (Area di Sviluppo Industriale'), poi, hanno dato il colpo finale, decimando in maniera significativa gli uliveti a nord-ovest dell'abitato, fino al confine con il territorio (e l'area industriale) di Bisceglie.

### Industria
Tra la metà del XIX secolo e l'ultimo decennio del XX secolo la città è stata uno dei più importanti centri industriali e portuali della Puglia. L'attività del porto il cui sviluppo non si è limitato al settore ittico, bensì anche in quelli: cantieristico, commerciale e nautico da diporto. La pesca, polo storicamente trainante, nonostante le note difficoltà che ne hanno frenato negli ultimi anni la tenuta, ha sempre rappresentato uno degli assi primari dell'economia cittadina.
Oggi, le fonti di reddito della popolazione sono legate, oltre che all'agricoltura (oggi in fortissimo calo), anche al settore marittimo e industriale, nonché edile. Come già accennato, è in via di completamento, a pochi km dalla città in direzione Bisceglie, la zona industriale (trainanti, si sono rivelati i settori dell'abbigliamento, delle scarpe, metalmeccanico, alimentare, caseario). Nei primi mesi del 2008 è stato completato e aperto al pubblico uno dei più grandi centri commerciali italiani.
Altro settore sviluppato dell'economia molfettese è quello della speculazione edilizia. Pur in drammatico calo demografico (la città contava meno di 60.000 abitanti nel 2001) il centro pugliese ha dato slancio a un imponente piano edile teso all'edificazione di numerosi alloggi e aree residenziali sufficienti a ospitare una popolazione di 120.000 abitanti secondo le antiche previsioni del piano regolatore. Quantunque i risultati immediati siano piuttosto deludenti, si intravede l'esplosione della bolla speculativa che negli anni passati aveva fatto di Molfetta una delle città con i valori immobiliari più alti della Puglia.

### Terziario
Con l'apertura del Puglia Village nel 2005 e del centro commerciale Mongolfiera nel 2008, Molfetta è diventata un grande polo commerciale per la regione. L'apertura dei due centri commerciali, però, ha avuto come ulteriore effetto la progressiva chiusura di numerosi negozi del centro

Logo di Exprivia.

Per quanto concerne il settore dei servizi non si può non citare Exprivia, società quotata alla Borsa di Milano e operante nell'ambito della consulenza aziendale e in quello della progettazione e sviluppo di tecnologie software innovative.
Numerose sono le strutture ricettive presenti sul territorio molfettese che accolgono un flusso di turisti in crescita negli ultimi anni.
Le sorti dell'economia molfettese sono oggi affidate all'incremento industriale sia per la possibilità di produrre nuova occupazione, sia per l'occasione di impiegare risorse umane e finanziarie presenti a diversi gradi sul territorio.
Dal 2009 al 2019 Molfetta è stata sede di uno dei Parco divertimenti più importanti del sud Italia, Miragica, inaugurato il 3 aprile alla presenza, tra gli altri, del vescovo Mons. Luigi Martella, dell'allora presidente della Provincia Vincenzo Divella e dell'assessore regionale alla trasparenza Guglielmo Minervini. Il parco è stato chiuso definitivamente per fallimento a fine 2019 avendo accumulato 22,7 milioni di euro di perdite e il patrimonio netto era negativo per 14,8 milioni a fronte di debiti per quasi 21 milioni.

## Infrastrutture e trasporti

### Strade
Molfetta è raggiungibile attraverso l'autostrada A 14 Bologna-Taranto, l'autostrada A 16 Bari-Napoli, la strada statale 16 Adriatica Padova-Lecce, la strada provinciale 112, da Terlizzi, attraverso il tracciato della vecchia Statale 16 da Giovinazzo e Bisceglie, da Ruvo mediante la relativa strada provinciale, da Corato dalla strada vicinale Coppe, e da Bitonto da un'ulteriore strada provinciale.

### Ferrovie
La stazione di Molfetta è posta sulla direttrice adriatica Lecce-Bologna, gestita da Rete Ferroviaria Italiana. Il piazzale è costituito da tre binari, più uno tronco.

### Porti

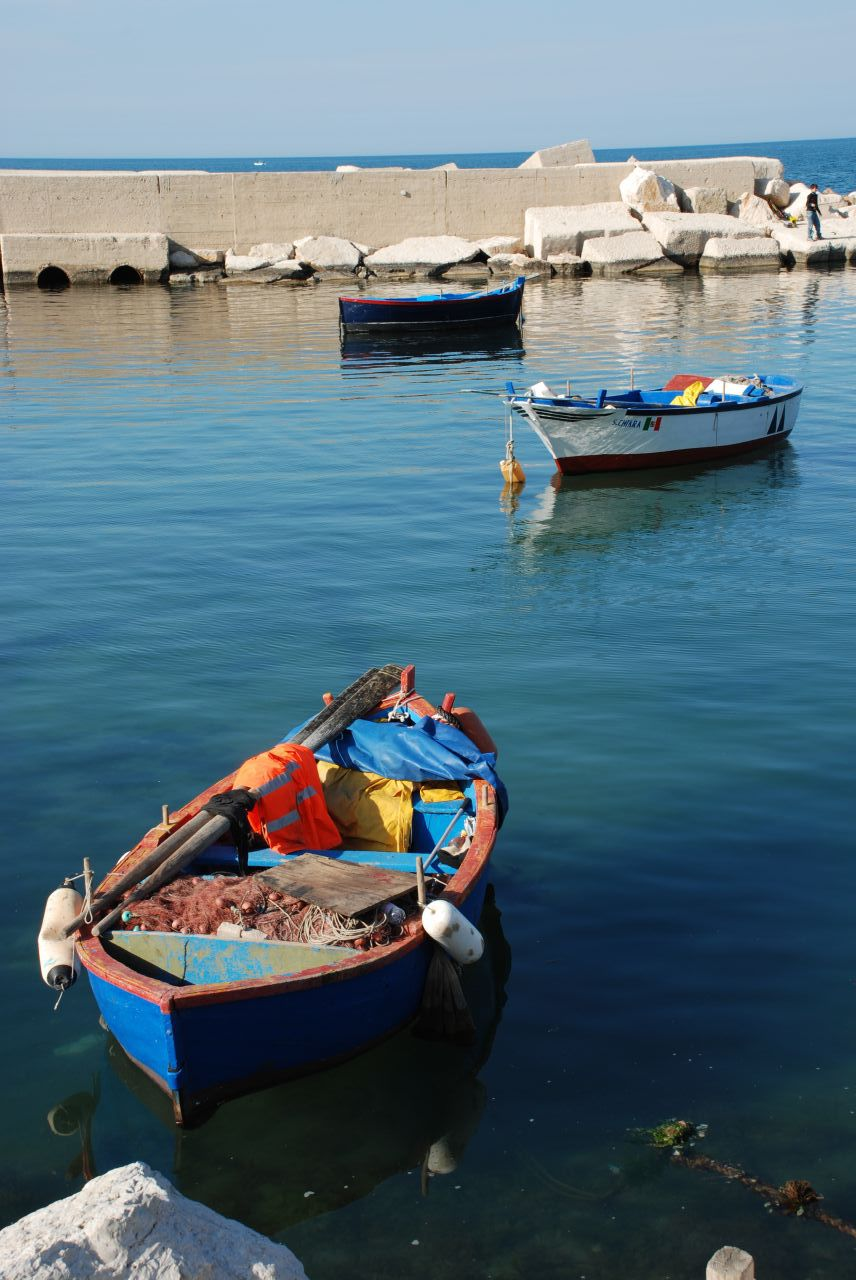
Imbarcazioni da pesca ormeggiate presso il porto.

La posa della prima pietra del nuovo porto avvenne il 30 maggio del 1844. Negli anni successivi (sino al 1849) furono realizzati i primi due moli indipendenti di San Corrado e San Michele.
Nel 1853 iniziò la costruzione del faro. Il 1º gennaio del 1857 il faro fu ufficialmente "acceso", e divenne il primo a sorgere in un porto dell'Adriatico. Congiunti i primi due bracci di molo, nel 1880 e nel 1882 si diede inizio all'edificazione del molo foraneo.
Il moderno porto di Molfetta, esteso per 364.000 m² e suddiviso in un bacino esterno di 229.000 m² e un avamporto interno, ha uno sviluppo costiero di 2.355 m, di cui 1.395 rappresentati da banchine operative. Nel febbraio 2008 sono iniziati i lavori per il nuovo porto commerciale.
Il porto ospita, oltre a navi mercantili e a piccole imbarcazioni da diporto, i motopescherecci che hanno reso famosa nel mondo la marineria molfettese, che ormeggiano presso i moli San Michele, San Corrado e San Domenico. Vi sono inoltre 5 banchine galleggianti destinate alle barchette da pesca con 140 punti di attracco totali.

### Mobilità urbana
Il trasporto pubblico è gestito dal Comune di Molfetta, garantito con cinque linee di autobus. I trasporti interurbani sono, invece, gestiti dalla STP Bari.

## Amministrazione

Il gonfalone comunale

Sindaci e commissari prefettizi del Comune di Molfetta
| Periodo          | Periodo          | Primo cittadino          | Partito                   | Carica                  | Note    |
| ---------------- | ---------------- | ------------------------ | ------------------------- | ----------------------- | ------- |
| 27 gennaio 1927  | 19 febbraio 1927 | Stefano De Dato          |                           | Commissario prefettizio | [ 116 ] |
| 3 novembre 1920  | 26 febbraio 1923 | Domenico Roselli         |                           | Sindaco                 | [ 116 ] |
| 27 febbraio 1923 | 13 agosto 1923   | Camillo Perna            |                           | Commissario prefettizio | [ 116 ] |
| 14 agosto 1923   | 3 settembre 1923 | Francesco De Felice      |                           | Commissario prefettizio | [ 116 ] |
| 4 settembre 1923 | 8 settembre 1923 | Michelangelo Parmigiani  |                           | Commissario prefettizio | [ 116 ] |
| 9 settembre 1923 | 13 luglio 1924   | Giuseppe Scherini        |                           | Regio commissario       | [ 116 ] |
| 14 luglio 1924   | 5 maggio 1925    | Giacinto Perrone         |                           | Commissario prefettizio | [ 116 ] |
| 6 maggio 1925    | 26 gennaio 1927  | Giuseppe Maggialetti     |                           | Sindaco                 | [ 116 ] |
| 7 giugno 1914    | 7 dicembre 1914  | Fedele Di Noia           |                           | Regio commissario       | [ 116 ] |
| 8 dicembre 1914  | 5 novembre 1918  | Graziano Poli            |                           | Sindaco                 | [ 116 ] |
| 6 novembre 1918  | 6 aprile 1919    | Riccardo Padula          |                           | Regio commissario       | [ 116 ] |
| 7 aprile 1919    | 2 novembre 1920  | Gerardo Palmieri         |                           | Regio commissario       | [ 116 ] |
| 31 marzo 1914    | 6 giugno 1914    | Santo Tongandi           |                           | Commissario prefettizio | [ 116 ] |
| 18 aprile 1902   | 21 aprile 1904   | Francesco Picca          |                           | Sindaco                 | [ 116 ] |
| 4 luglio 1905    | 7 ottobre 1908   | Vito Balacco             |                           | Sindaco                 | [ 116 ] |
| 8 ottobre 1908   | 30 marzo 1914    | Mauro De Nichilo         |                           | Sindaco                 | [ 116 ] |
| 17 ottobre 1901  | 17 aprile 1902   | Giacomo Amato            |                           | Regio commissario       | [ 116 ] |
| 11 giugno 1900   | 31 agosto 1900   | Pino Bartolomeo Filippo  |                           | Regio commissario       | [ 116 ] |
| 1 settembre 1900 | 10 aprile 1901   | Giacomo Fontana          |                           | Sindaco                 | [ 116 ] |
| 11 aprile 1901   | 16 ottobre 1901  | Sergio De Judicibus      |                           | Sindaco                 | [ 116 ] |
| 25 luglio 1989   | 13 febbraio 1992 | Vincenzo De Cosmo        | Democrazia Cristiana      | Sindaco                 | [ 117 ] |
| 13 febbraio 1992 | 7 luglio 1992    | Giovanni Carnicella      | Democrazia Cristiana      | Sindaco                 | [ 117 ] |
| 3 settembre 1992 | 27 giugno 1994   | Anna Elisabetta Altomare | Democrazia Cristiana      | Sindaco                 | [ 117 ] |
| 27 giugno 1994   | 24 maggio 1998   | Guglielmo Minervini      | Alleanza Democratica      | Sindaco                 | [ 117 ] |
| 24 maggio 1998   | 13 maggio 2001   | Guglielmo Minervini      | I Democratici             | Sindaco                 | [ 117 ] |
| 13 maggio 2001   | 13 aprile 2006   | Tommaso Minervini        | Indipendente di centro    | Sindaco                 | [ 117 ] |
| 28 maggio 2006   | 6 febbraio 2008  | Antonio Azzollini        | Forza Italia              | Sindaco                 | [ 117 ] |
| 6 febbraio 2008  | 13 aprile 2008   | Antonella Bellomo        |                           | Comm. pref.             |         |
| 13 aprile 2008   | 21 novembre 2012 | Antonio Azzollini        | Il Popolo della Libertà   | Sindaco                 | [ 117 ] |
| 21 novembre 2012 | 21 dicembre 2012 | Biagio De Girolamo       |                           | Comm. pref.             |         |
| 21 dicembre 2012 | 10 giugno 2013   | Giacomo Barbato          |                           | Comm. pref.             |         |
| 10 giugno 2013   | 20 maggio 2016   | Paola Natalicchio        | Sinistra Ecologia Libertà | Sindaco                 | [ 117 ] |
| 20 maggio 2016   | 25 giugno 2017   | Mauro Passerotti         |                           | Comm. pref.             |         |
| 25 giugno 2017   | 27 giugno 2022   | Tommaso Minervini        | Indipendente di centro    | Sindaco                 | [ 117 ] |
| 27 giugno 2022   | in carica        | Tommaso Minervini        | Indipendente di centro    | Sindaco                 | [ 117 ] |

### Gemellaggi
- Görlitz, dal 1971[118]
- Fremantle, dal 1984[119]
- Little Ferry, dal 2015[120]
- Alessano, dal 2018[121]
- Contea di Wei, dal 2018[122]

## Sport
Nel 2016 Molfetta è stata nominata "città europea dello sport" da ACES Europe.

### Calcio
Hanno sede in città, attualmente, la Molfetta Calcio (partecipante al Girone unico di Eccellenza pugliese), Borgorosso Molfetta e Molfetta Sportiva 1917 (attualmente militanti nel Girone A di Promozione Pugliese) e Virtus Molfetta (Girone A di Prima Categoria pugliese)..

### Pallacanestro
La Virtus Basket Molfetta, nasce nel dicembre 1998, sempre guidata dall'attuale presidente Andrea Bellifemine per oltre 15 anni è stata l'unica realtà cestistica sul territorio cittadino. Negli anni ha disputato campionati in tutte le categorie fino a raggiungere nel 2008, anno del decennale dalla sua fondazione, lo storico traguardo della serie A dilettanti. Entrata di diritto nell'élite cestistica nazionale e nella storia sportiva di un'intera comunità, dopo 3 anni vissuti con un entusiasmo mai visto prima dalla città per lo sport della pallacanestro, a causa di una forte crisi economica fu costretta a rinunciare al titolo di serie A. Ricominciando dal basso e vincendo campionati su campionati il presidente Bellifemine ha firmato un nuovo storico successo nel 2023, nel venticinquesimo compleanno della Virtus, la promozione sul campo nel campionato di Serie B (pallacanestro maschile) per la stagione 2023-2024 confermando di fatto la Virtus Basket Molfetta tra le eccellenze cestistiche a livello Nazionale.
La Pallacanestro Molfetta, guidata dal Presidente Nicola Solimini, è una realtà della pallacanestro Pugliese e del Sud Italia. Ha militato nel campionato di Serie B 2020-2021 (pallacanestro maschile), non iscrivendosi nel 2022, anno in quale frequenta il campionato di C Silver Puglia.

### Pallavolo
La Pallavolo Molfetta è stata fondata nel 1964 e nel 2013 è stata promossa per la prima volta in Serie A1. Nella stagione 2014-2015 la squadra è arrivata a disputare i play-off scudetto, perdendo ai quarti contro il Trentino Volley. Nella stagione successiva. ha raggiunto i quarti di finale di Coppa Italia.

### Hockey su pista
A Molfetta aveva sede la società Hockey Club Molfetta, fondata nel 1980 ma poi scomparsa a favore della Molfetta Hockey 2012 anch'essa poi scomparsa, per finire con l'Estrelas Molfetta che ha cessato anch'essa le sue attività. L'Hockey Club Molfetta, la società storica, vantava diverse partecipazioni ai campionati di Serie A1 e A2. Per due anni di seguito, nel 1999 e nel 2000, conquistò la coppa di lega della Serie A2. L'hockey pista attualmente purtroppo, è uno sport non più praticato in città.

### Tennis
A Molfetta ha sede il Tennis Club nei pressi dello stadio Paolo Poli, al cui interno sono ubicati i due campi da gioco in terra battuta. Il Circolo tennistico, fondato nel 1932 (sedi di via Respa e Corso Umberto I), dopo lo sfratto dalla sede di Corso Umberto I, avvenuto nel 1953, riprese la sua attività sportiva nel 1959 nella nuova sede di via Giovinazzo, stadio Paolo Poli, grazie all'interessamento del suo fondatore, il dott. Giuseppe Maralfa. Il Circolo tennistico locale ha sempre ottenuto eccellenti risultati in campo regionale e nazionale, sino ai giorni nostri, in primis con la Squadra composta dai fratelli Antonio, Gianni e Silvano Maralfa che, assieme ad altri tennisti di buon valore quali Mario Gambardella, Cosmo Sancilio, Nando Pesce (anni sessanta) e Nicola De Duro, Antonio Colella e Paolo Peruzzi (anni settanta-ottanta), hanno portato il Club ai vertici regionali, con qualche eccellente puntata nelle fasi nazionali della "Coppa Facchinetti" contro squadre blasonate come Canottieri e Parioli Roma, Palermo, Ancona, Bologna, Pescara, Prato.

### Atletica leggera
Inoltre a Molfetta attualmente ci sono anche società di Atletica Leggera, "Olimpia Club" che si occupa del settore femminile, ed "Aden Exprivia Molfetta" ex "Aden Abaco Molfetta" (che prende il nome dell'omonima azienda informatica locale con sede nella zona industriale di via Olivetti) che si occupa del settore maschile, entrambe riconosciute dalla FIDAL. Le stesse partecipano annualmente ad eventi regionali e nazionali a livello agonistico, riuscendo ad accentrare numerose manifestazioni dei campionati italiani di categoria e campionati regionali, presso il campo Comunale "Paolo Poli". Uno dei più importanti è il "meeting notturno" che si svolge solitamente alla metà di luglio di ogni anno.

### Impianti sportivi
Lo Stadio Comunale Paolo Poli, fu realizzato nel 1923, dove in precedenza vi era uno stabilimento di vetreria. L'impianto, di forma ellittica, comprende all'esterno del campo di calcio una pista di atletica e campo da tennis. È munito di tribuna coperta e ampia gradinata, suddivisa in settore locali e ospiti, e in passato ha ospitato fino a 5.000 unità; la superficie, prima in terra battuta e poi in erba naturale, è stata rimpiazzata dal manto sintetico nel 2018.
Lo stadio Benedetto Petrone è un campo sportivo comunale di C11, utilizzato come campo secondario; il manto è sintetico
Il palazzetto dello sport PalaPoli, è stato costruito nel 2004. Ha una superficie in parquet, che viene ricoperta da un tappeto di gomma durante le partite di pallavolo.
Lo stadio di atletica Mario Saverio Cozzoli, inaugurato nel settembre del 2020, rappresenta un impianto d'eccellenza per la zona, visti gli elevati standard di qualità rispettati; ha ospitato gli Assoluti Nazionali di Atletica Leggera nell'estate del 2023.
All'interno dello Stadio Paolo Poli sono ubicati i due campi di gioco in terra battuta del locale circolo tennistico Tennis Club Molfetta.
La città di Molfetta disponeva anche di una Piscina Comunale "Fulgor", attualmente in rifacimento dopo un abbandono durato alcuni anni.
Sono presenti altri palazzetti dello sport, il PalaFiorentini e il PalaPanunzio, oltre a diversi campi di calcetto comunali e da tennis.